# Bietigheim-Bissingen

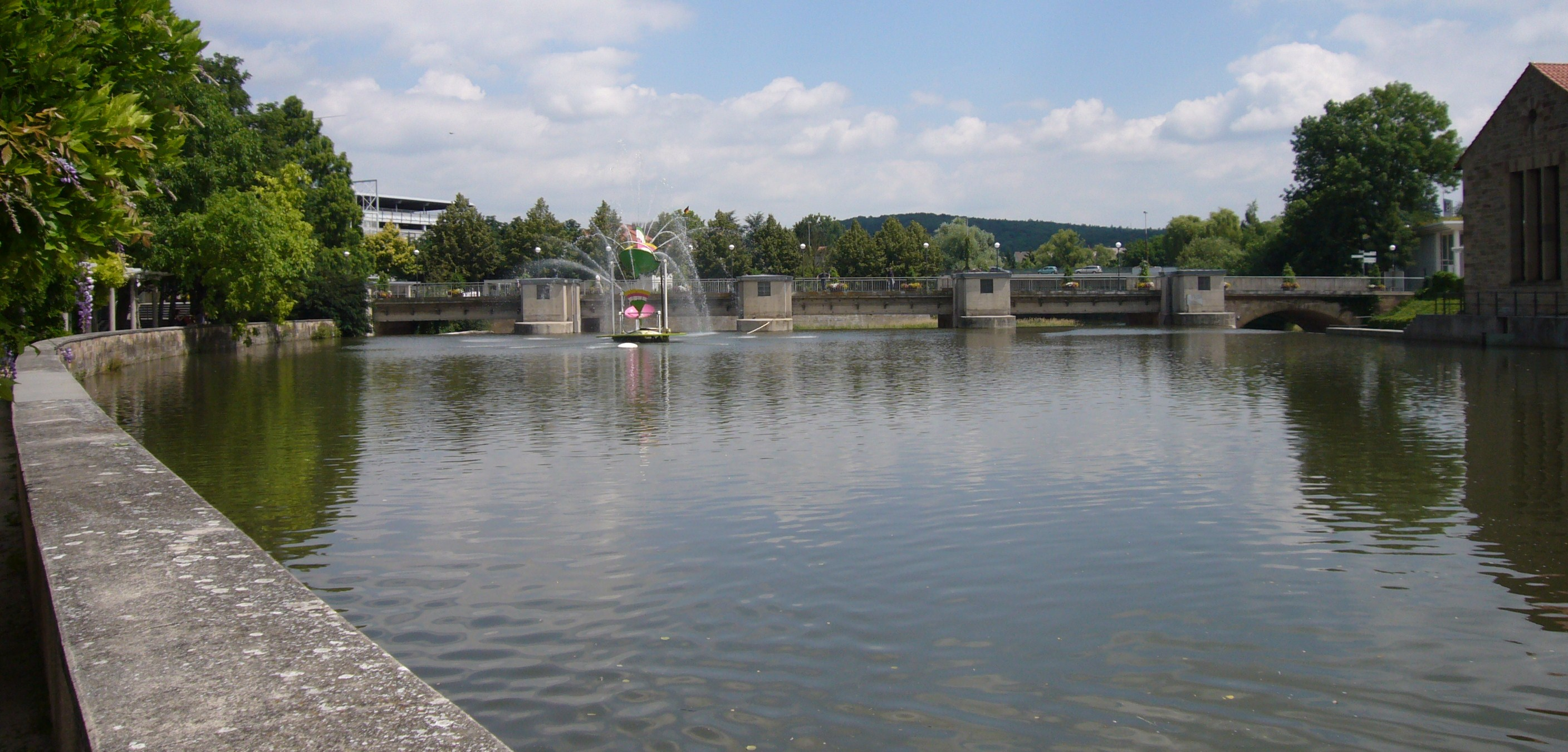
Die Enz unmittelbar vor der Einmündung der Metter

Bietigheim-Bissingen [ˌbiːtikʰhaim ˈbisiŋən] an der Enz ist eine Große Kreisstadt in Baden-Württemberg, die etwa 20 km nördlich von Stuttgart und 20 km südlich von Heilbronn liegt. Sie ist mit 43.651 (31. Dezember 2023) Einwohnern nach Ludwigsburg die zweitgrößte Stadt im Landkreis Ludwigsburg. Zusammen mit der nördlichen Nachbarstadt Besigheim bildet sie ein Mittelzentrum für die umliegenden Gemeinden in der Region Stuttgart. Mit der Nachbargemeinde Ingersheim und der Stadt Tamm bildet Bietigheim-Bissingen eine Vereinbarte Verwaltungsgemeinschaft.
Die Stadt Bietigheim-Bissingen ist schuldenfrei und eine der reichsten Städte Baden-Württembergs.

## Geographie

### Lage und Stadtentwicklung
Die rund 31 Quadratkilometer große Markung Bietigheim-Bissingens liegt im Naturraum „Neckarbecken“, der zu den Neckar- und Taubergäuplatten zählt: an sich eine mit Löß bedeckte Hochfläche, in die sich von Südwesten nach Nordosten die Enz und von Westen nach Osten die hier in die Enz mündende Metter eingeschnitten haben. Der tiefste Punkt der Markung liegt im Enztal an der Grenze zu Besigheim auf rund 176 m ü. NHN, der höchste Punkt ist der Abendberg mit 301,4 m ü. NHN im Norden des Stadtgebietes.

#### Stadtgliederung
Im Rahmen der Gebietsreform haben sich zum 1. Januar 1975 die Stadt Bietigheim und die Gemeinde Bissingen an der Enz zur Großen Kreisstadt Bietigheim-Bissingen zusammengeschlossen:
- Zu Bietigheim gehörten seit 1930 der Ort Metterzimmern und der Waldhof, seit 1960 der Wilhelmshof, sowie seit alters her die abgegangenen Ortschaften Burg Ebersberg, Hegnach, Hegenau. Die ehemalige Ortschaft Hofen ist in Bietigheim aufgegangen. Innerhalb Bietigheims werden teilweise Wohnviertel mit eigenem Namen unterschieden, z. B. die frühere Werkssiedlung Kammgarnspinnerei sowie die neuen Siedlungen Buch, Sand, Lug und Kreuzäcker bzw. Kreuzäcker/Ellental.
- Zu Bissingen zählten der früher zu Großsachsenheim gehörige Ort Untermberg, das Gehöft Schellenhof und die Wohnplätze Elektrizitätswerk und Schleifmühle sowie die abgegangenen Ortschaften Böllingen und Remmigheim.[4]

#### Stadtentwicklung
Die Bietigheimer Altstadt liegt oberhalb des nördlichen Metterufers unmittelbar vor der Einmündung der Metter in die Enz. Durch verschiedene Neubaugebiete wie Buch im Süden und Sand im Osten, Lug im Norden, Ahlesbrunnen/Helenenburg im Nordwesten oder Kreuzäcker/Ellental im Südwesten ist sie im Zuge einer rasanten Bevölkerungszunahme insbesondere in den 1960er-Jahren aus dem von Enz und Metter gebildeten Becken „herausgewachsen“.
Der Stadtteil Bissingen liegt südwestlich von Bietigheim am rechten Enzufer. Über seine Osterweiterung am Bruchwald und den daran anschließenden Bereich Bahnhof/Aurain ist er mittlerweile mit anderen Stadtgebieten um den Hauptbahnhof zusammengewachsen. Den Lückenschluss zwischen Bruchwald und Buch stellte das vor allem seit den 1990er-Jahren erheblich erweiterte Gewerbegebiet Laiern her.
Noch nicht mit dem übrigen Stadtgebiet verwachsen sind der westlich von Bissingen auf der nördlichen Enzseite gelegene Stadtteil Untermberg sowie der westlich von Bietigheim oberhalb der Metter gelegene Stadtteil Metterzimmern, die ihren dörflichen Charakter bewahrt haben.

### Flächenaufteilung
Nach Daten des Statistischen Landesamtes, Stand 2014.

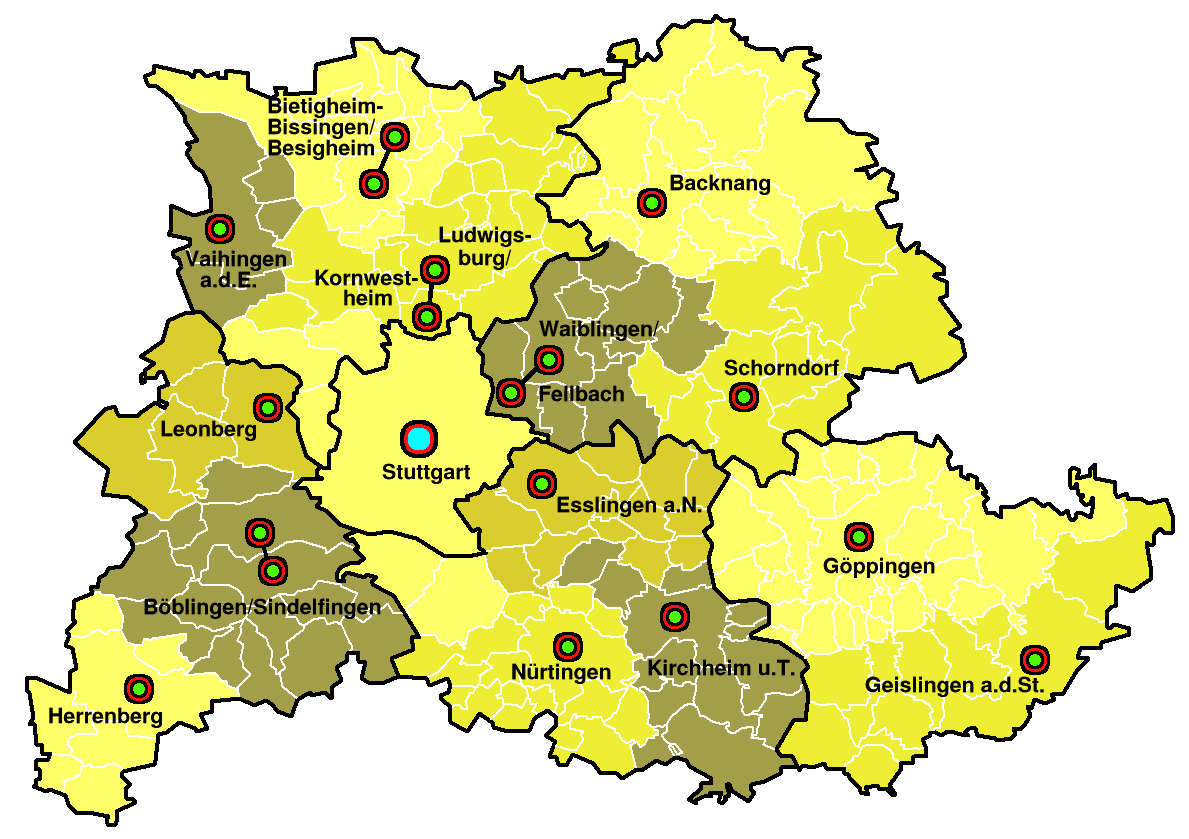
Karte der Region Stuttgart

### Nachbargemeinden
Folgende Städte und Gemeinden grenzen an die Stadt Bietigheim-Bissingen (im Uhrzeigersinn beginnend im Norden): Löchgau, Besigheim, Ingersheim, Freiberg am Neckar, Tamm, Markgröningen und Sachsenheim (alle Landkreis Ludwigsburg).
| Löchgau 5 km       | Besigheim 5 km                              |                         |
| Sachsenheim 5 km   | Kompassrose, die auf Nachbargemeinden zeigt | Ingersheim 3 km         |
| Markgröningen 8 km | Tamm 3 km                                   | Freiberg am Neckar 7 km |

Mit den benachbarten Kommunen Freiberg am Neckar, Ingersheim, Ludwigsburg, Remseck am Neckar und Tamm pflegt Bietigheim-Bissingen eine „Grüne Nachbarschaft“. Gemeinsam und über die Gemarkungsgrenzen hinweg haben sich diese sechs Kommunen auf ihrer rund 130 Quadratkilometer großen Fläche vorgenommen, „Projekte zur Aufwertung der Lebensräume für Pflanzen und Tiere“ umzusetzen und im Rahmen der Erhaltung „unserer typischen Kulturlandschaft“ auch „die siedlungsnahen Erholungsmöglichkeiten für die Bevölkerung“ zu verbessern.

### Raumplanung
Bietigheim-Bissingen bildet zusammen mit der Nachbarstadt Besigheim ein Mittelzentrum innerhalb der Region Stuttgart, deren Oberzentrum Stuttgart ist. Zum Mittelbereich Bietigheim-Bissingen/Besigheim gehören noch die Städte und Gemeinden im Norden des Landkreises Ludwigsburg, im Einzelnen: Bönnigheim, Erligheim, Freudental, Gemmrigheim, Hessigheim, Ingersheim, Kirchheim am Neckar, Löchgau, Mundelsheim, Sachsenheim, Tamm und Walheim.

### Klima
|                       | Jan  | Feb  | Mär  | Apr  | Mai  | Jun  | Jul  | Aug  | Sep  | Okt  | Nov  | Dez  |   |      |
| Mittl. Tagesmax. (°C) | 3    | 5    | 10   | 13   | 18   | 21   | 24   | 24   | 20   | 14   | 8    | 4    | ⌀ | 13,7 |
| Mittl. Tagesmin. (°C) | −2   | −2   | 1    | 4    | 8    | 11   | 13   | 13   | 10   | 6    | 1    | −1   | ⌀ | 5,2  |
|                       |      |      |      |      |      |      |      |      |      |      |      |      |   |      |
| Niederschlag (mm)     | 28,4 | 28,3 | 35,0 | 35,7 | 51,6 | 63,5 | 63,8 | 49,1 | 42,3 | 46,4 | 38,1 | 35,8 | Σ | 518  |

| −2 |

| −2 |

| 1 |

| 4 |

| 8 |

| 11 |

| 13 |

| 13 |

| 10 |

| 6 |

| 1 |

| −1 |

| −2 |

| −2 |

| 1 |

| 4 |

| 8 |

| 11 |

| 13 |

| 13 |

| 10 |

| 6 |

| 1 |

| −1 |

## Geschichte

### Ortsgründungen
Archäologische Funde aus der Jungsteinzeit belegen erste Siedlungen bereits für den Zeitraum um 6000 bis 5000 v. Chr., wenngleich keine Kontinuität wahrscheinlich ist. Nach dem Abzug der Römer legten alemannische Sippen ab dem 4. Jahrhundert ihre Weiler vorzugsweise am Hangfuß unmittelbar über der Talaue an. Die „ingen“-Endung von Bissingen und Böllingen lässt auf eine Ortsgründung während der alemannischen Landnahme schließen. Aufgrund seiner „heim“-Endung scheint Bietigheim hingegen erst im Zuge der fränkischen Landnahme während des 6. Jahrhunderts gegründet worden zu sein. Möglich wäre aber auch, dass die vorerst bis zur Enz vorstoßenden Franken einen alemannischen Ort namens „Büdingen“ in „Büdincheim“ umbenannt haben. So sind bei der ebenfalls links der Enz gelegenen Wüstung am westlichen Ende der Markung beide Varianten überliefert: Remmingen und Remmigheim. Untermberg, ursprünglich „Remmingen underm Berg“, wurde erst im ausgehenden 14. Jahrhundert als Alternativstandort für Remmingen gegründet, vermutlich durch die neue Herrschaft auf Burg Altsachsenheim initiiert. Der Zusatz „Metter“ wurde dem im Mittelalter „Zymbern“ genannten Ort Metterzimmern vorangestellt, um ihn von den zahlreichen Gemeinden gleichen Namens zu unterscheiden. Ihre Gründungszeit soll im Hochmittelalter liegen.

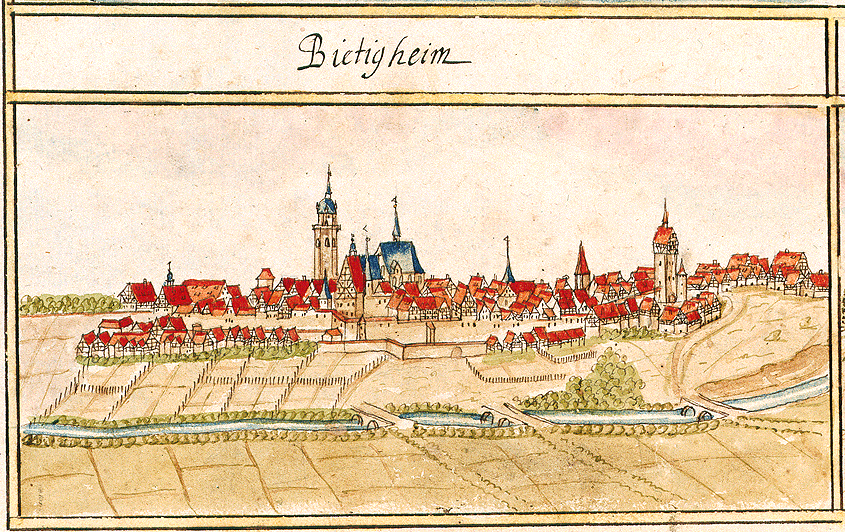
Stadt Bietigheim um 1684
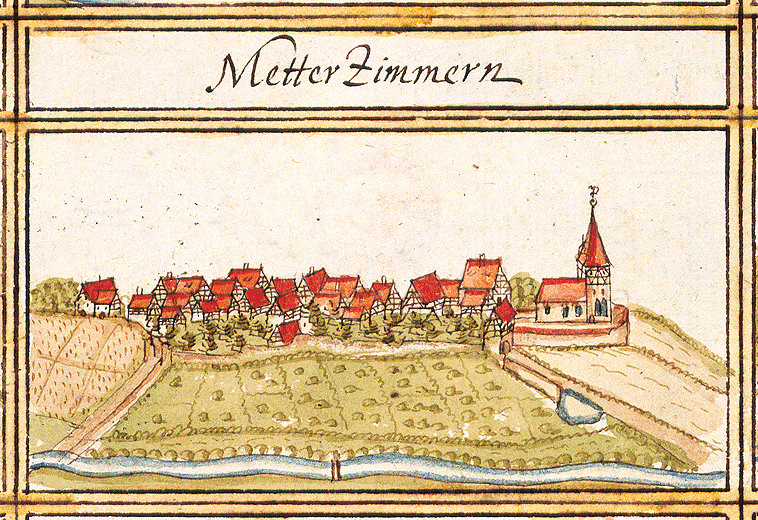
Metterzimmern um 1684
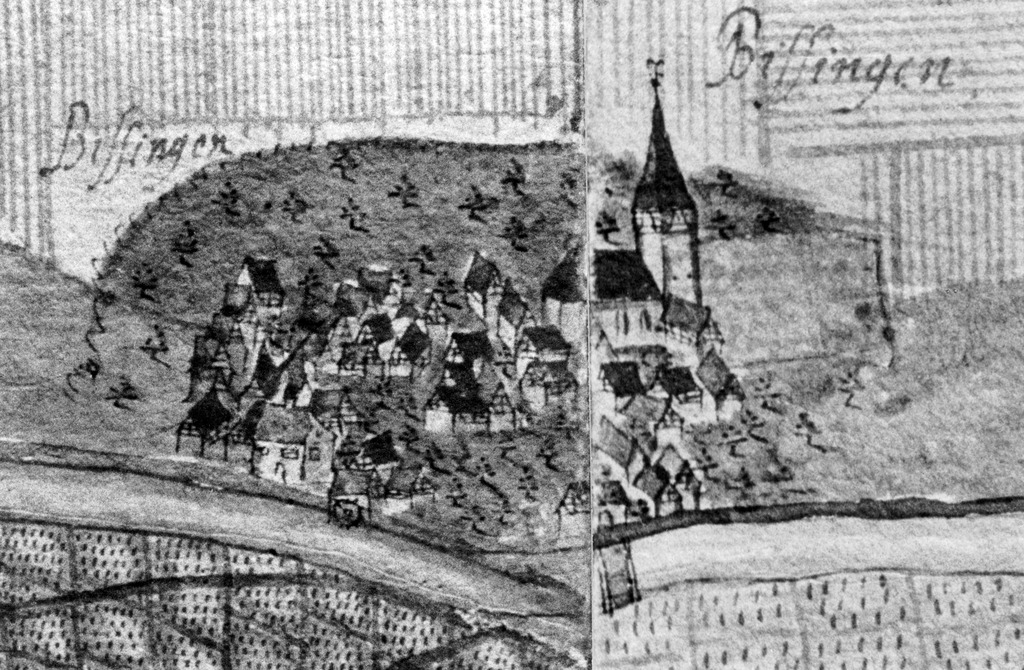
Bissingen im Kartenschnitt 1682/84
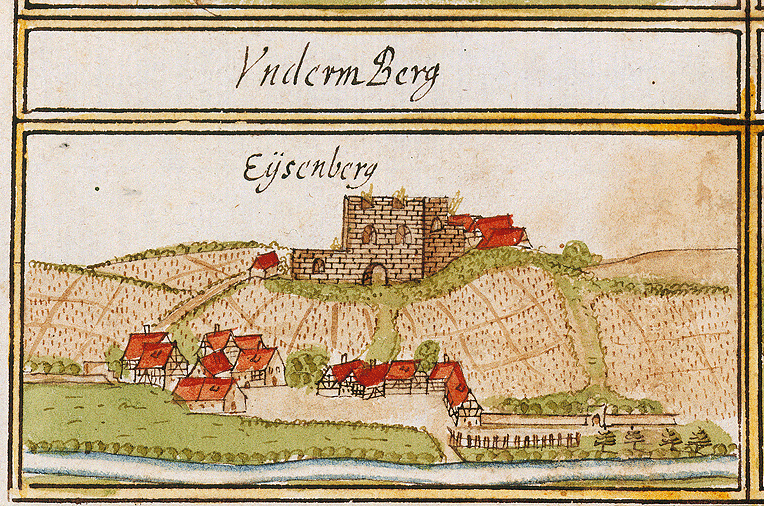
Untermberg mit Burg Altsachsenheim

### Stadtteil Bietigheim

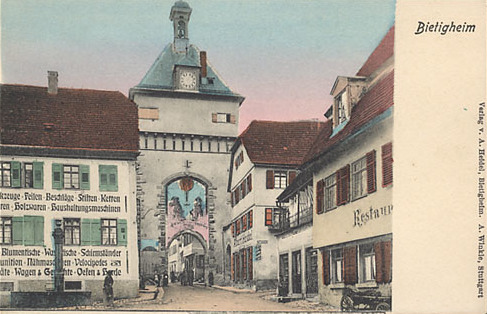
Unteres Tor in Bietigheim um 1900

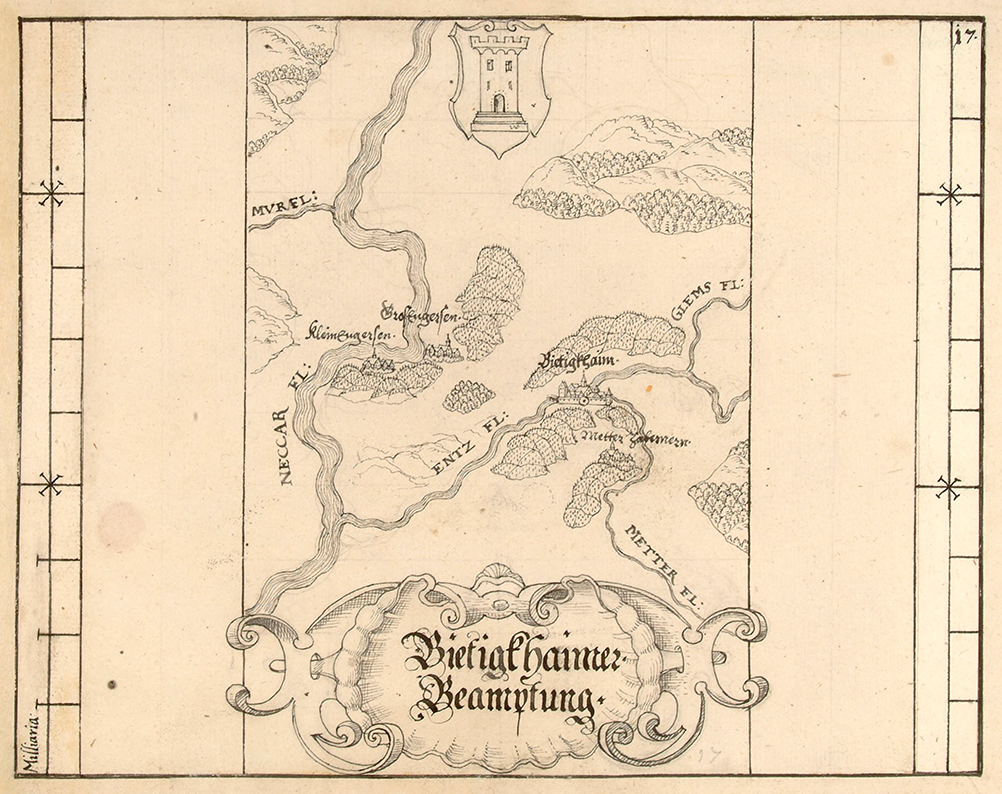
„Bietigkhaimer“ Amtsbezirk nach 1600

Erstmals wurde Bietigheim 789 als Budinc-heim urkundlich erwähnt; es dürften aber bereits erheblich früher schon Siedlungen entstanden sein, die von der verkehrsgünstigen Lage an einer naturgegebenen Furt profitierten. Bis zum 3. Jahrhundert n. Chr. gab es mit dem Collegium Matisonensium nachweislich eine Gemeinschaft von Gutshofbesitzern am Metterufer. Möglicherweise existierte in Bietigheim auch eine römische dorfähnliche Siedlung (vicus). Gräberfelder aus dem 5. bis 7. Jahrhundert weisen zudem auf Siedlungen der Alamannen auf der heutigen Gemarkung der Stadt hin.
Im 13. Jahrhundert bestand im Bereich der heutigen Stadtkirche und Kelter die Burg Bietigheim, die sich mehrere Ganerben teilten und deren (1542 eingestürzter) Burgturm sich im Wappen der Stadt wiederfindet. Im Wettstreit mit den Herren von Venningen, die mit den Herren von Remmigheim verwandt waren, konnten sich die Grafen von Württemberg als Ortsherren durchsetzen. Im Jahr 1364 verlieh Graf Eberhard II. von Württemberg Bietigheim das Stadtrecht, um in erster Linie den strategisch wichtigen Enzübergang militärisch sichern zu können. Der im 15. und 16. Jahrhundert forcierte Weinbau und der zunehmende Weinhandel entwickelten sich als Quelle bürgerlichen Wohlstands und wirtschaftliche Basis für die Stadtentwicklung. So wurde die Stadt schließlich zur württembergischen Amtsstadt erhoben. Zu deren Amtsbezirk zählten nach 1600 außer Bietigheim allerdings nur Metterzimmern, Groß- und Kleiningersheim (siehe Karte der „Bietgkhaimer Beamptung“). Außerdem war das Bietigheimer Amt für den Anteil württembergischer Untertanen in Löchgau zuständig.
Der Dreißigjährige Krieg bescherte dem Herzogtum Württemberg und somit auch der Stadt Bietigheim nach der Schlacht bei Nördlingen (1634) infolge von Pest, Besatzungsterror und Hungersnot einen dramatischen Bevölkerungsrückgang. In Bietigheim ging die Bevölkerung von ursprünglich 1800 Einwohnern auf nur noch 200 Einwohner zurück. Die wenig später anschließenden „Franzoseneinfälle“ im Zuge des Pfälzischen und des Spanischen Erbfolgekrieges sorgten für weitere Rückschläge. Ab 1704 wurde die Stadt zum „Aufbauhelfer“ des neu entstehenden Ludwigsburger Schlosses und der damit verbundenen Neubauten wie der staatlichen Porzellanfabrik. Viele Bietigheimer waren in den Bau involviert und mussten Frondienste leisten. Mit der 1718 gegründeten Residenz- und Oberamtsstadt Ludwigsburg erwuchs den benachbarten Städten Marbach, Bietigheim und Markgröningen zudem eine übermächtige lokale Konkurrenz. In deren Windschatten verstärkten sinkende Weinpreise die wirtschaftlich prekäre Lage der Stadt, die sich aus der anhaltenden Stagnationsphase vorerst nicht befreien konnte.

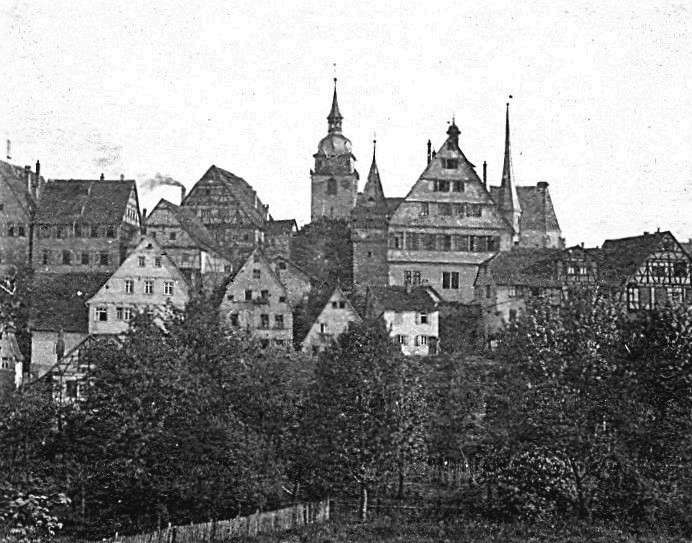
Stadtansicht Bietigheims im Jahr 1927

Gegen Ende des 18. Jahrhunderts verzeichnete Bietigheim im Zuge der beginnenden Industrialisierung zwar eine Verbesserung der Lebensbedingungen und einen Bevölkerungszuwachs. Das im Jahr der Gründung des Königreichs Württemberg (1806) eingerichtete Oberamt Bietigheim wurde jedoch 1810 schon wieder aufgelöst: Im Rahmen einer Verwaltungsneuorganisation wurden die Stadt und ihre Amtsgemeinden ins Oberamt Besigheim integriert. Nachdem Bietigheim am 11. Oktober 1847 an das neu entstehende Schienennetz der Württembergischen Staatsbahnen angeschlossen war und sich der Bahnhof mit der Abzweigung der Westbahn über den Viadukt zu einem wichtigen Knotenpunkt entwickelt hatte, erlebte die Stadt einen regelrechten Durchbruch und einen nachhaltigen Aufschwung. Zum Ende des 19. Jahrhunderts zählte man 3800 Einwohner. Im Jahre 1930 schloss sich die Gemeinde Metterzimmern freiwillig der Stadt Bietigheim an. Als 1938 das Oberamt Besigheim aufgelöst wurde, kam Bietigheim zum neuen Landkreis Ludwigsburg.
Eine Ortsgruppe der NSDAP bestand in Bietigheim seit 1928. Bis 1933 blieb diese mit 51 Mitgliedern relativ klein, nach der Machtergreifung gab es mit 181 Neueintritten einen größeren Mitgliedersprung, danach nahm die Zahl der Parteigenossen zwar kontinuierlich, aber wieder nur in geringem Maß zu. Bis zum Ende der NS-Herrschaft gab es schließlich 939 Parteimitglieder in Bietigheim, was 10,4 Prozent der Gesamtbevölkerung von 1945 entsprach.
Nach dem deutschen Überfall auf die Sowjetunion 1941 wurde in Bietigheim das zentrale Durchgangslager Bietigheim für Tausende verschleppte Frauen und Männer errichtet, die von hier aus zur Zwangsarbeit „weiterverteilt“ wurden. Die Kranken und Nicht-Arbeitsfähigen wurden in sogenannte „Krankenlager“, das heißt in getarnte Sterbelager, verbracht. Mindestens 198 Personen kamen hier ums Leben, die auf dem Friedhof St. Peter an der Pforzheimer Straße begraben sind. Insassen des Lagers wurden unter anderem beim Bau des Luftschutzstollens an der Gaishalde eingesetzt.
Im Zweiten Weltkrieg blieb die Stadt trotz mehrmaliger Luftangriffe auf den Eisenbahnviadukt, bei denen 19 Einwohner und 5 Soldaten getötet wurden, von größeren Kriegszerstörungen verschont. Bietigheim wurde zu 2 % zerstört. Im April 1945 bildete die Enz zehn Tage lang die Front zwischen den Achsenmächten und den Alliierten. Da die Stadt nach dem Zweiten Weltkrieg Teil der Amerikanischen Besatzungszone geworden war, gehörte sie somit seit 1945 zum neu gegründeten Land Württemberg-Baden, das 1952 im jetzigen Bundesland Baden-Württemberg aufging. Nach dem Krieg erlebte die Stadt einen großen Einwohnerzuwachs von 14.000 auf heute rund 43.000 Einwohner, was hauptsächlich auf die Gebietsreform und auf die verhältnismäßig starke Zuwanderung von Heimatvertriebenen und Aussiedlern zurückzuführen ist. Mitte der 1960er-Jahre überschritt die Einwohnerzahl der Stadt Bietigheim die 20.000er-Grenze, woraufhin die Stadtverwaltung den Antrag auf Erhebung zur Großen Kreisstadt stellte, was die baden-württembergische Landesregierung dann mit Wirkung ab dem 1. Januar 1967 beschloss. Am 1. Januar 1975 erfolgte die Vereinigung mit der Gemeinde Bissingen.

### Stadtteil Bissingen

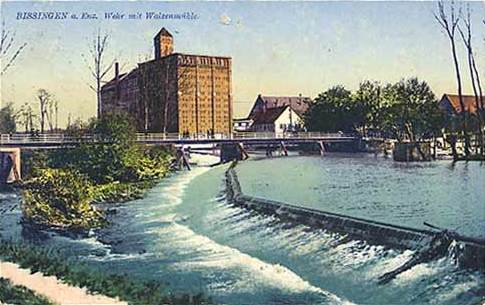
Die Rommelmühle am Bissinger Wehr (1917)

Auch Bissingen an der Enz kann auf eine Geschichte bis ins frühe Mittelalter zurückblicken. Beim Bau einer Kindertagesstätte wurde im Juni 2020 an der Gerokstraße ein merowingerzeitliches Gräberfeld des 7. Jahrhunderts freigelegt. Zwei weitere Bestattungsplätze dieser Zeit waren früher schon östlich und westlich davon nachgewiesen worden. Vermutlich gehörte zu einem dieser Begräbnisplätze das Dorf, aus dem die heutige Siedlung hervorgegangen ist. Die erste urkundliche Erwähnung datiert auf die Zeit um 870. 991 wird der Ort Bussinga, um 1100 bzw. 1293 Bussingen (wohl nach einem Personennamen) genannt. Die Kirche im Ort war im 9. Jahrhundert im Besitz des Klosters Weißenburg. Anfang des 12. Jahrhunderts veräußerte das Kloster Hirsau Güter in Bissingen und erwarb später von Segeward von Bissingen neue Güter. 1339 kaufte Graf Eberhard II. von Württemberg den Grafen von Vaihingen den halben Ort Bissingen ab. Die andere Hälfte gehörte den Herren von Sachsenheim als Vaihinger, seit 1360 als württembergisches Lehen. 1480/81 konnte Württemberg einen Teil dieses Lehens erwerben. Mit dem Aussterben der Herren von Sachsenheim 1561 gelangte der ganze Ort an Württemberg und gehörte bis 1718 und von 1722 bis 1807 zum Oberamt Grüningen. Die kirchliche Herrschaft lag seit dem 15. Jahrhundert in den Händen des weitgehend autonom agierenden Grüninger Heilig-Geist-Spitals, dessen Signet sich deshalb im Bissinger Ortswappen wiederfindet. Außerdem unterstand den Spitalbrüdern auch die Peterskirche in Bietigheim und die Jakobskirche in Remmigheim.
Im Dreißigjährigen Krieg wurde Bissingen 1634 zum Großteil durch einen Brand zerstört. 1693 brannten französische Truppen erneut 42 Häuser ab.
Im 18. Jahrhundert wurde in Bissingen eine Porzellan- und Quarzmühle für die Ludwigsburger Manufaktur angelegt. Größere wirtschaftliche Bedeutung hatte die Enzflößerei zum Bissinger Holzlager, das durch den Ausbau des Remminger Flößerkanals und die extra angelegte „Holzstraße“ erschlossen wurde. 1854 wurde die einst den Herren von Sachsenheim gehörende Bissinger Mühle an Karl Rommel verkauft, der die Rommelmühle nach dem Brand von 1903 zur größten Getreidemühle Württembergs ausbaute. Von 1909 bis 1912 war in Bissingen die von Wilhelm Maybach und Ferdinand Graf von Zeppelin initiierte Luftfahrzeug-Motorenbau GmbH ansässig.
Nach der 1807 erfolgten Auflösung des Oberamts Markgröningen gelangte der Ort endgültig zum Oberamt Ludwigsburg, aus dem 1938 der Landkreis Ludwigsburg hervorging. 1945 lag Bissingen einige Tage im Frontbereich und erlitt Gebäudeschäden durch Artilleriebeschuss; 38 Personen fanden dabei den Tod. 1953 wurde der bis dahin zu Großsachsenheim gehörige Weiler Untermberg nach Bissingen umgemeindet, um der starken wirtschaftlichen Abhängigkeit zu der am gegenüberliegenden Enzufer liegenden Kommune Rechnung zu tragen. Mit Untermberg kam auch die ehemalige Remmigheimer Markung zu Bissingen. Am 1. Januar 1975 erfolgte die Vereinigung mit der Stadt Bietigheim.

### Einwohnerentwicklung

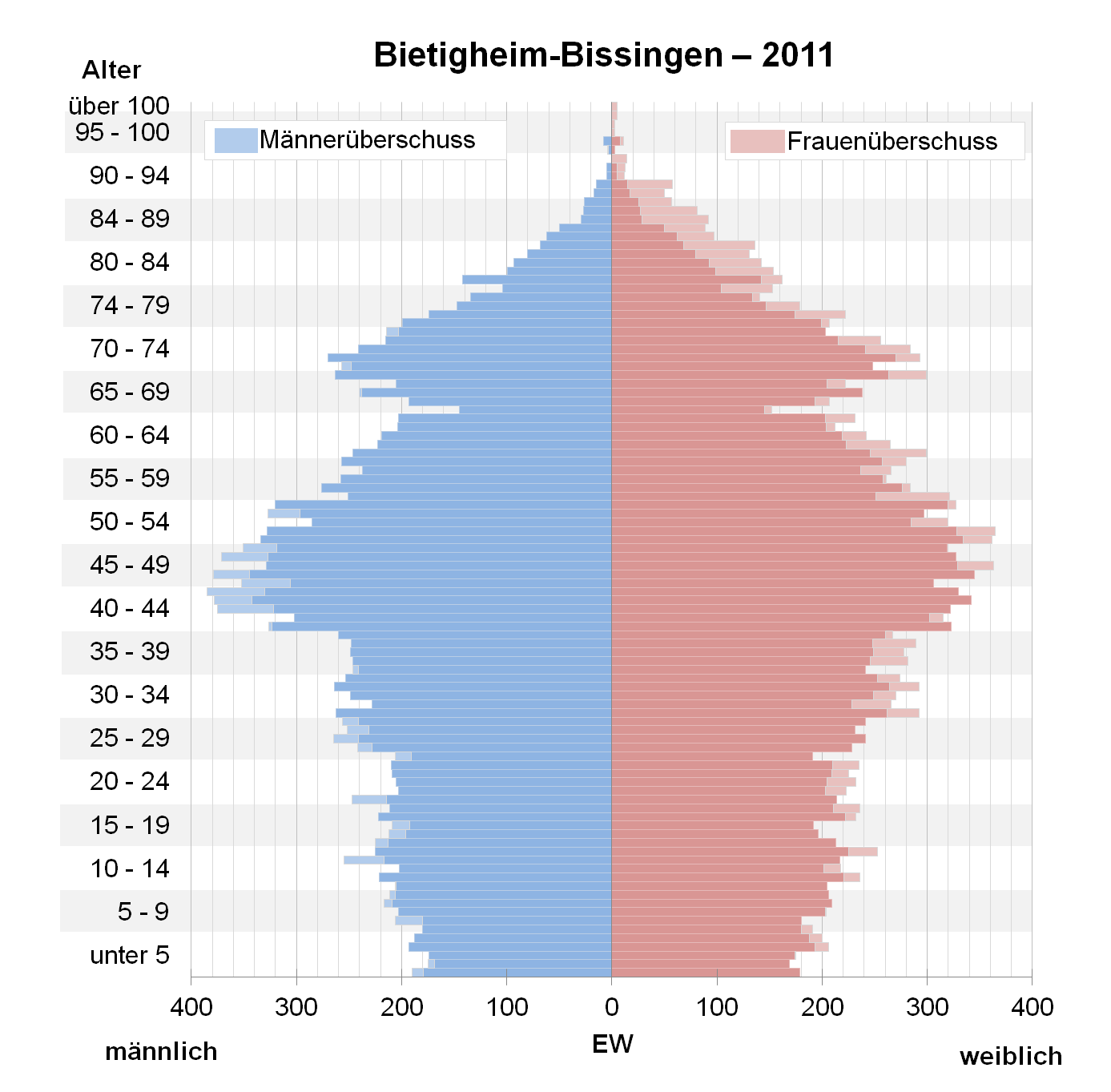
Bevölkerungspyramide für Bietigheim-Bissingen (Datenquelle: Zensus 2011)

Einwohnerzahlen nach dem jeweiligen Gebietsstand (bis 1974 Stadt Bietigheim). Die Zahlen sind Schätzungen, Volkszählungsergebnisse oder amtliche Fortschreibungen der jeweiligen Statistischen Ämter (nur Hauptwohnsitze).
| Jahr/Datum         | Biet. | Biss. | Kumul. |
| ------------------ | ----- | ----- | ------ |
| 1605               | 300   |       |        |
| 1702               | 960   |       |        |
| 1803               | 2.255 |       |        |
| 1855               | 2.968 |       |        |
| 01. Dezember 1871  | 3.457 |       | 6.048  |
| 01. Dezember 1890* | 3.904 |       | 6.564  |
| 01. Dezember 1900* | 4.353 |       | 7.078  |
| 01. Dezember 1910* | 5.970 |       | 9.117  |
| 16. Juni 1925*     | 6.133 |       | 9.523  |
| 16. Juni 1933*     | 7.603 |       | 10.457 |
| 17. Mai 1939*      | 9.070 |       | 12.391 |
| Dezember 1945      | 9.041 |       |        |

| Jahr/Datum          | Biet.  | Biss.  | Kumuliert |
| ------------------- | ------ | ------ | --------- |
| 13. September 1950* | 12.325 |        | 17.274    |
| 06. Juni 1961*      | 16.649 | 7.396  | 24.045    |
| 27. Mai 1970*       | 22.188 | 10.290 | 32.478    |
| 31. Dezember 1975   |        |        | 34.042    |
| 31. Dezember 1980   |        |        | 34.365    |
| 25. Mai 1987*       |        |        | 36.820    |
| 31. Dezember 1991   |        |        | 39.743    |
| 31. Dezember 1995   |        |        | 40.115    |
| 31. Dezember 2000   |        |        | 40.631    |
| 31. Dezember 2005   |        |        | 42.158    |
| 31. Dezember 2015   |        |        | 42.968    |
| 31. Dezember 2020   |        |        | 43.146    |

* = Volkszählungsergebnisse

## Politik

### Große Kreisstadt
Als Große Kreisstadt untersteht Bietigheim-Bissingen der Rechtsaufsicht des Regierungspräsidiums Stuttgart (§ 119 GemO).

### Gemeinderat
Der Gemeinderat in Bietigheim-Bissingen besteht aus 32 gewählten ehrenamtlichen Gemeinderäten sowie dem getrennt gewählten Oberbürgermeister als stimmberechtigtem Vorsitzenden. Die Kommunalwahl am 9. Juni 2024 führte zu folgendem Endergebnis:

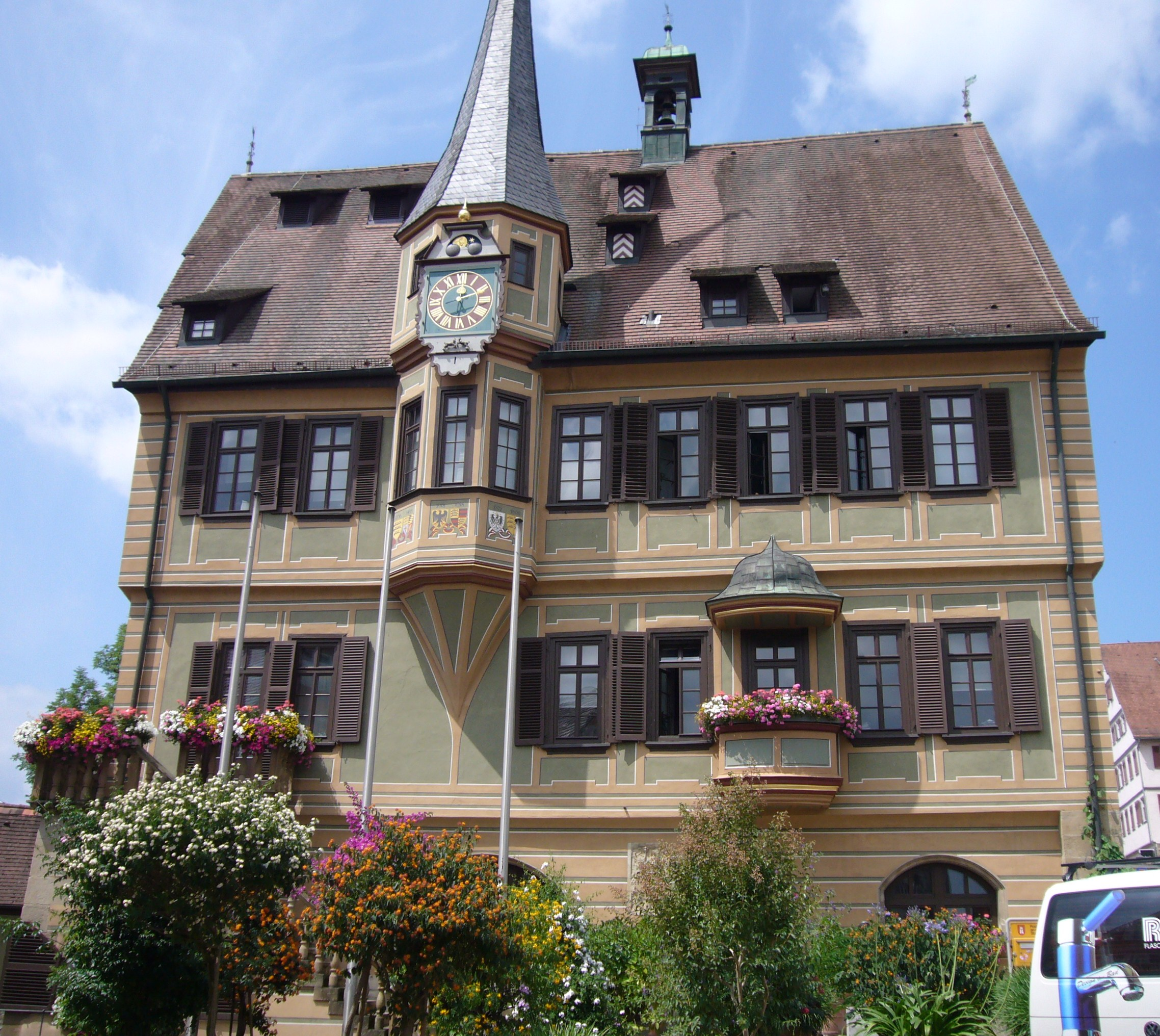
Rathaus Bietigheim

| Parteien und Wählergemeinschaften | Parteien und Wählergemeinschaften                    | % 2024  | Sitze 2024 | % 2019  | Sitze 2019 | % 2014  | Sitze 2014 | Gemeinderatswahl 2024 %3020100 26,9316,8018,3517,237,371,559,931,84 CDUGALFWSPDFDPBMDAfDBATGewinne und Verlusteim Vergleich zu %p 10 8 6 4 2 0 −2 −4 −6+0,79−5,18−1,98−2,43−2,34−0,63+9,93+1,84CDUGALFWSPDFDPBMDAfDBAT |
| CDU                               | Christlich Demokratische Union Deutschlands          | 26,93   | 9          | 26,14   | 8          | 31,51   | 10         | Gemeinderatswahl 2024 %3020100 26,9316,8018,3517,237,371,559,931,84 CDUGALFWSPDFDPBMDAfDBATGewinne und Verlusteim Vergleich zu %p 10 8 6 4 2 0 −2 −4 −6+0,79−5,18−1,98−2,43−2,34−0,63+9,93+1,84CDUGALFWSPDFDPBMDAfDBAT |
| GAL                               | Grün-Alternative Liste                               | 16,80   | 5          | 21,98   | 7          | 16,25   | 5          | Gemeinderatswahl 2024 %3020100 26,9316,8018,3517,237,371,559,931,84 CDUGALFWSPDFDPBMDAfDBATGewinne und Verlusteim Vergleich zu %p 10 8 6 4 2 0 −2 −4 −6+0,79−5,18−1,98−2,43−2,34−0,63+9,93+1,84CDUGALFWSPDFDPBMDAfDBAT |
| FW                                | Freie Wähler Bietigheim-Bissingen                    | 18,35   | 6          | 20,33   | 7          | 20,05   | 7          | Gemeinderatswahl 2024 %3020100 26,9316,8018,3517,237,371,559,931,84 CDUGALFWSPDFDPBMDAfDBATGewinne und Verlusteim Vergleich zu %p 10 8 6 4 2 0 −2 −4 −6+0,79−5,18−1,98−2,43−2,34−0,63+9,93+1,84CDUGALFWSPDFDPBMDAfDBAT |
| SPD                               | Sozialdemokratische Partei Deutschlands              | 17,23   | 6          | 19,66   | 6          | 25,46   | 8          | Gemeinderatswahl 2024 %3020100 26,9316,8018,3517,237,371,559,931,84 CDUGALFWSPDFDPBMDAfDBATGewinne und Verlusteim Vergleich zu %p 10 8 6 4 2 0 −2 −4 −6+0,79−5,18−1,98−2,43−2,34−0,63+9,93+1,84CDUGALFWSPDFDPBMDAfDBAT |
| FDP                               | Freie Demokratische Partei                           | 7,37    | 2          | 9,71    | 3          | 6,73    | 2          | Gemeinderatswahl 2024 %3020100 26,9316,8018,3517,237,371,559,931,84 CDUGALFWSPDFDPBMDAfDBATGewinne und Verlusteim Vergleich zu %p 10 8 6 4 2 0 −2 −4 −6+0,79−5,18−1,98−2,43−2,34−0,63+9,93+1,84CDUGALFWSPDFDPBMDAfDBAT |
| BMD                               | Bündnis für mehr Mitwirkung und Demokratie           | 1,55    | –          | 2,18    | 1          | –       | –          | Gemeinderatswahl 2024 %3020100 26,9316,8018,3517,237,371,559,931,84 CDUGALFWSPDFDPBMDAfDBATGewinne und Verlusteim Vergleich zu %p 10 8 6 4 2 0 −2 −4 −6+0,79−5,18−1,98−2,43−2,34−0,63+9,93+1,84CDUGALFWSPDFDPBMDAfDBAT |
| AfD                               | Alternative für Deutschland                          | 9,93    | 3          | –       | –          | –       | –          | Gemeinderatswahl 2024 %3020100 26,9316,8018,3517,237,371,559,931,84 CDUGALFWSPDFDPBMDAfDBATGewinne und Verlusteim Vergleich zu %p 10 8 6 4 2 0 −2 −4 −6+0,79−5,18−1,98−2,43−2,34−0,63+9,93+1,84CDUGALFWSPDFDPBMDAfDBAT |
| BAT                               | Bürgerliste Aktive Teilhabe für Bietigheim-Bissingen | 1,84    | 1          | –       | –          | –       | –          | Gemeinderatswahl 2024 %3020100 26,9316,8018,3517,237,371,559,931,84 CDUGALFWSPDFDPBMDAfDBATGewinne und Verlusteim Vergleich zu %p 10 8 6 4 2 0 −2 −4 −6+0,79−5,18−1,98−2,43−2,34−0,63+9,93+1,84CDUGALFWSPDFDPBMDAfDBAT |
| Gesamt                            | Gesamt                                               | 100     | 32         | 100     | 32         | 100     | 32         | |
| Wahlbeteiligung                   | Wahlbeteiligung                                      | 58,43 % | 58,43 %    | 55,57 % | 55,57 %    | 46,12 % | 46,12 %    | |

### Bürgermeister
An der Spitze der Stadt Bietigheim stand seit der Stadtgründung neben dem herrschaftlichen Schultheiß (später Vogt bzw. Oberamtmann) ein regierender Amtsbürgermeister mit zwölf Stadtrichtern und ein rechnender Bürgermeister. Nach 1805 leitete der Stadtschultheiß, später Bürgermeister, die Stadtverwaltung. Seit Erhebung Bietigheims zur Großen Kreisstadt am 1. Januar 1967 trägt das Stadtoberhaupt die Amtsbezeichnung Oberbürgermeister. Dieser wird von den Wahlberechtigten auf acht Jahre direkt gewählt. Er ist Vorsitzender des Gemeinderats. Sein allgemeiner Stellvertreter ist der Erste Beigeordnete mit der Amtsbezeichnung Bürgermeister.
Bürgermeister von Bietigheim:
- Wilhelm Mezger (1891–1921)
- Christian Schmidbleicher (1921–1933)
- Gotthilf Holzwarth (1933–1945), NSDAP
- Otto Schneider (1945–1946), kommissarisch
- Alfred Teufel (1946–1948), kommissarisch
- Karl Mai (1948–1974), ab 1967 Oberbürgermeister (Große Kreisstadt)

Bürgermeister von Bissingen:
- Ernst Silcher (–1937)
- Hermann Silcher (1973–1974)

Oberbürgermeister von Bietigheim-Bissingen:
- Karl Mai (1975)
- Manfred List (1975–2004), CDU
- Jürgen Kessing (seit 2004), SPD

### Wappen und Flagge
| Wappen der Stadt Bietigheim-Bissingen | Blasonierung: „In Rot ein konischer silberner Zinnenrundturm, über dem schwarzen Rundbogentor im Sockel ein blaues Patriarchen-Hochkreuz mit gespaltenem Fuß.“ |
| Wappen der Stadt Bietigheim-Bissingen | Wappenbegründung: Das Wappen beinhaltet die Symbole der beiden ehemals selbstständigen Kommunen Bietigheim und Bissingen an der Enz, die 1975 zur neuen Stadt Bietigheim-Bissingen vereinigt wurden. Vom alten Bietigheimer Wappen stammt der Zinnenturm, der bereits seit 1474 nachweisbar ist. Er symbolisiert einen 1542 eingestürzten Burgturm, der zuletzt als Glockenturm der Stadtkirche diente. Das Patriarchen-Hochkreuz ist dem alten Bissinger Wappen entnommen und entstammt Marksteinen des Grüninger Heilig-Geist-Spitals, das um 1400 das Kirchenpatronat in Bissingen erwarb und bis zu seiner Auflösung innehatte. Das Wappen samt einer weiß-roten Flagge wurde der Stadt Bietigheim-Bissingen am 12. Juli 1976 vom Regierungspräsidium Stuttgart verliehen. |

Vermarktungslogo der Stadt

Die Wappen der in Bietigheim-Bissingen aufgegangenen Gemeinden waren wie folgt:
Bietigheim:

„In Rot ein konischer silberner Zinnenrundturm mit vorkragendem Sockel, darin ein schwarzes Rundbogentor, und vorkragendem Oberteil.“
Bissingen an der Enz:

„In Blau ein goldenes Patriarchenkreuz mit gespaltenem Fuß, links an den Stamm angeschoben der goldene Großbuchstabe 'B'“.
Metterzimmern:

„In Silber ein vierspeichiges und vierschaufliges rotes Mühlrad“.
Untermberg:

Über der Ruine Altsachsenheim die Initialen U. B. und drei Württemberger Hirschstangen

Bannerflagge
Bannerflagge

Die von Bietigheim-Bissingen tatsächlich verwendete Flagge weicht von der genehmigten weiß-roten Form (Bild links) erheblich ab: Sie zeigt von links nach rechts vom Betrachter einen schwarzen, dann elf rote und weiße und schließlich einen gelben Streifen; in der Mitte der Flagge ist das Wappen aufgelegt. Diese gestreifte Flagge hat die Stadt von Bietigheim übernommen, wo sie spätestens seit 1950 in Gebrauch war.

### Städtepartnerschaften

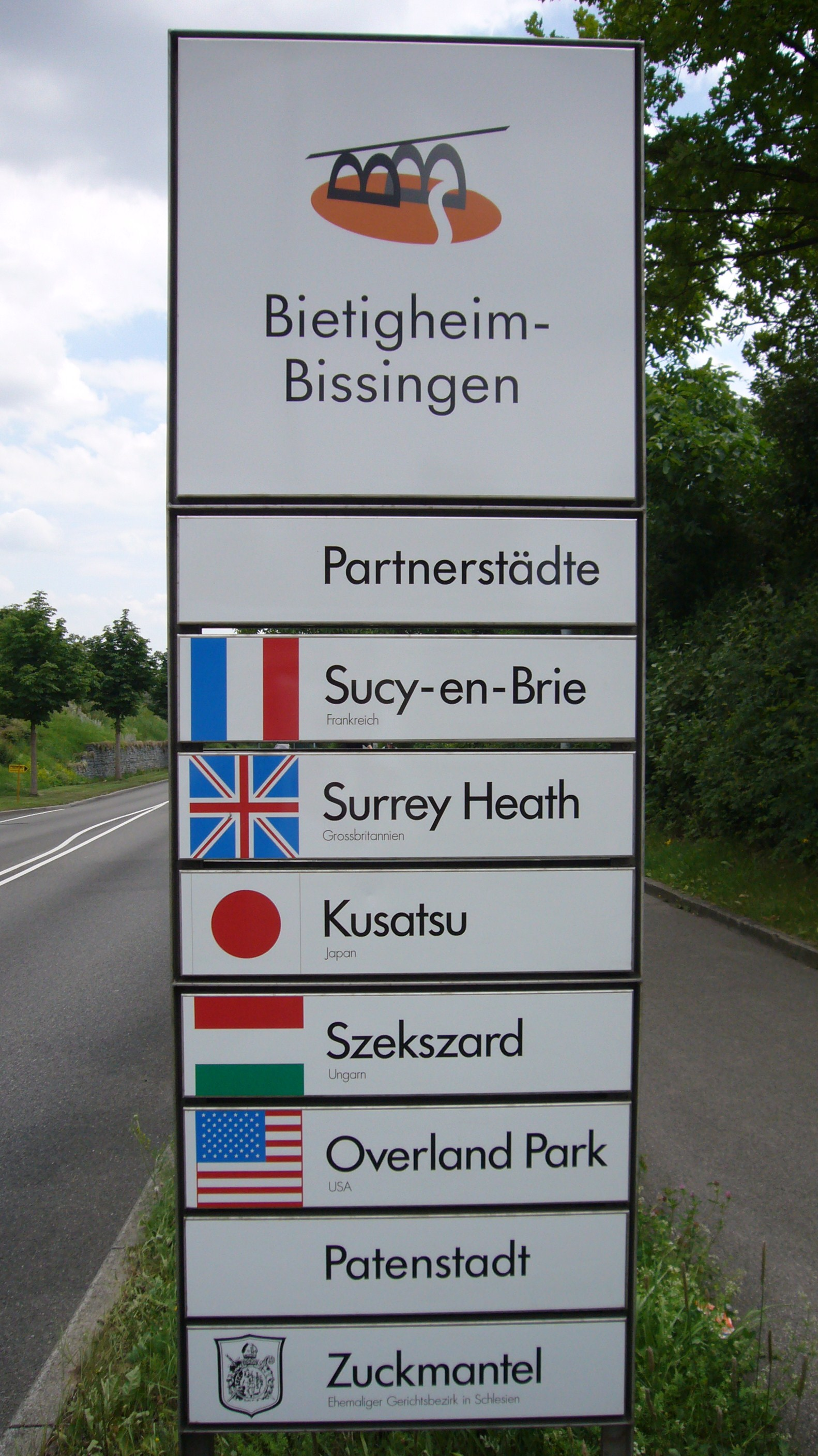
Informationstafel am Ortseingang

Bietigheim-Bissingen unterhält Städtepartnerschaften mit folgenden Städten:
| Partnerstadt     | Verwaltungseinheit            | Staat                  | seit |
| ---------------- | ----------------------------- | ---------------------- | ---- |
| Kusatsu (草津町) | Präfektur Gunma               | Japan                  | 1962 |
| Sucy-en-Brie     | Département Val-de-Marne (94) | Frankreich             | 1967 |
| Surrey Heath     | Grafschaft Surrey             | Vereinigtes Königreich | 1971 |
| Szekszárd        | Komitat Tolna                 | Ungarn                 | 1989 |
| Overland Park    | Bundesstaat Kansas            | Vereinigte Staaten     | 1999 |

Die Städtepartnerschaft mit der japanischen Stadt Kusatsu geht auf den 1849 in Bietigheim geborenen Erwin Bälz zurück, der als Professor an der kaiserlichen Universität Tokio und als Leibarzt der Kaiserlichen Familie die heißen Schwefelquellen Kusatsus als Heilmittel entdeckte und der Stadt als Heilbad zu Berühmtheit verhalf.
Die Städtepartnerschaften mit der in der Pariser Banlieue gelegenen Stadt Sucy-en-Brie und der vor den Toren Londons liegenden Stadt Surrey Heath basierten, wie sämtliche in den 1960er- und 1970er-Jahren gegründeten Städtepartnerschaften zwischen deutschen und westeuropäischen Städten auch, auf dem Versöhnungsgedanken. Infolge dieser Partnerschaften existieren noch heute zahlreiche Schüleraustausche zwischen den Schulen der Partnerstädte.
Noch während der Zeit des Kalten Krieges wurde die Städtepartnerschaft mit der südungarischen Stadt Szekszárd in die Wege geleitet. Ihr lag die Überzeugung zugrunde, durch die Öffnung gegenüber den Staaten des Warschauer Paktes einen Beitrag zur Völkerverständigung leisten zu können.
1999 wurde schließlich die jüngste Partnerschaft von Bietigheim-Bissingen mit der US-amerikanischen Großstadt Overland Park in Kansas besiegelt. Vorausgegangen waren mehr als 20 Jahre Jugendaustausch zwischen der städtischen Musikschule und den Orchestern der Shawnee Mission Schools. Dieser Austausch wird weiterhin aufrechterhalten.

### Patenstadt
Da viele Neubürger der Stadt aus der Gegend um Zuckmantel (Zlaté Hory) im tschechischen Bezirk Freiwaldau (Okres Jeseník) vertrieben worden waren, hat die Stadt Bietigheim 1965 die Patenschaft für diese Stadt im Altvatergebirge übernommen.

### Freundschaftliche Kontakte
Seit 1974 finden mit der norditalienischen Stadt Pontelongo (Provinz Padua, 4000 Einwohner) Freundschaftsbegegnungen statt, die auf Kontakte zwischen Einwohnern Bietigheim-Bissingens und Gastarbeitern aus Pontelongo zurückzuführen sind.
Eine weitere Freundschaft besteht zur Südtiroler Gemeinde Andrian (Autonome Provinz Bozen – Südtirol, 900 Einwohner). Dieser Kontakt geht auf den früheren Bissinger Gemeinderat Reinhold Mahl zurück, der während seiner dortigen Gefangenschaft im Krieg neue Freunde gewann.
Mit ihrer Namensschwester, der Gemeinde Bietigheim in Baden pflegt die Stadt Bietigheim bzw. heute Bietigheim-Bissingen schon seit 1967 freundschaftliche Beziehungen. Alljährlich werden die persönlichen Kontakte durch Besuche beim Bietigheimer Volksfest in Baden Ende Juli/Anfang August sowie beim Bietigheimer Pferdemarkt Anfang September in Schwaben vertieft.
| Stadt              | Verwaltungseinheit                     | Staat   | seit |
| ------------------ | -------------------------------------- | ------- | ---- |
| Pontelongo         | Provinz Padua (PD)                     | Italien | 1974 |
| Andrian (Andriano) | Autonome Provinz Bozen – Südtirol (BZ) | Italien |      |

### Abgeordnete aus Bietigheim-Bissingen
Zusammen mit weiteren Gemeinden aus den Kreisen Heilbronn und Ludwigsburg gehört Bietigheim-Bissingen zum Wahlkreis 267 Neckar-Zaber. Bei den Wahlen 2002, 2005, 2009 und 2013 wurde Eberhard Gienger (CDU) direkt gewählt. Die FDP konnte das in früheren Jahren erzielte Zweitstimmen-Mandat im Jahr 2013 nicht mehr erreichen.
Bei Landtagswahlen gehört Bietigheim-Bissingen zum Wahlkreis 14 Bietigheim-Bissingen. Bei der Landtagswahl 2011 gewann Manfred Hollenbach (CDU) das Direktmandat; Daniel Renkonen (Grüne) und Thomas Reusch-Frey (SPD) zogen über Zweitmandate ebenfalls in den Landtag ein, während Monika Chef (FDP) den erneuten Einzug in den Landtag verfehlte.

## Religion

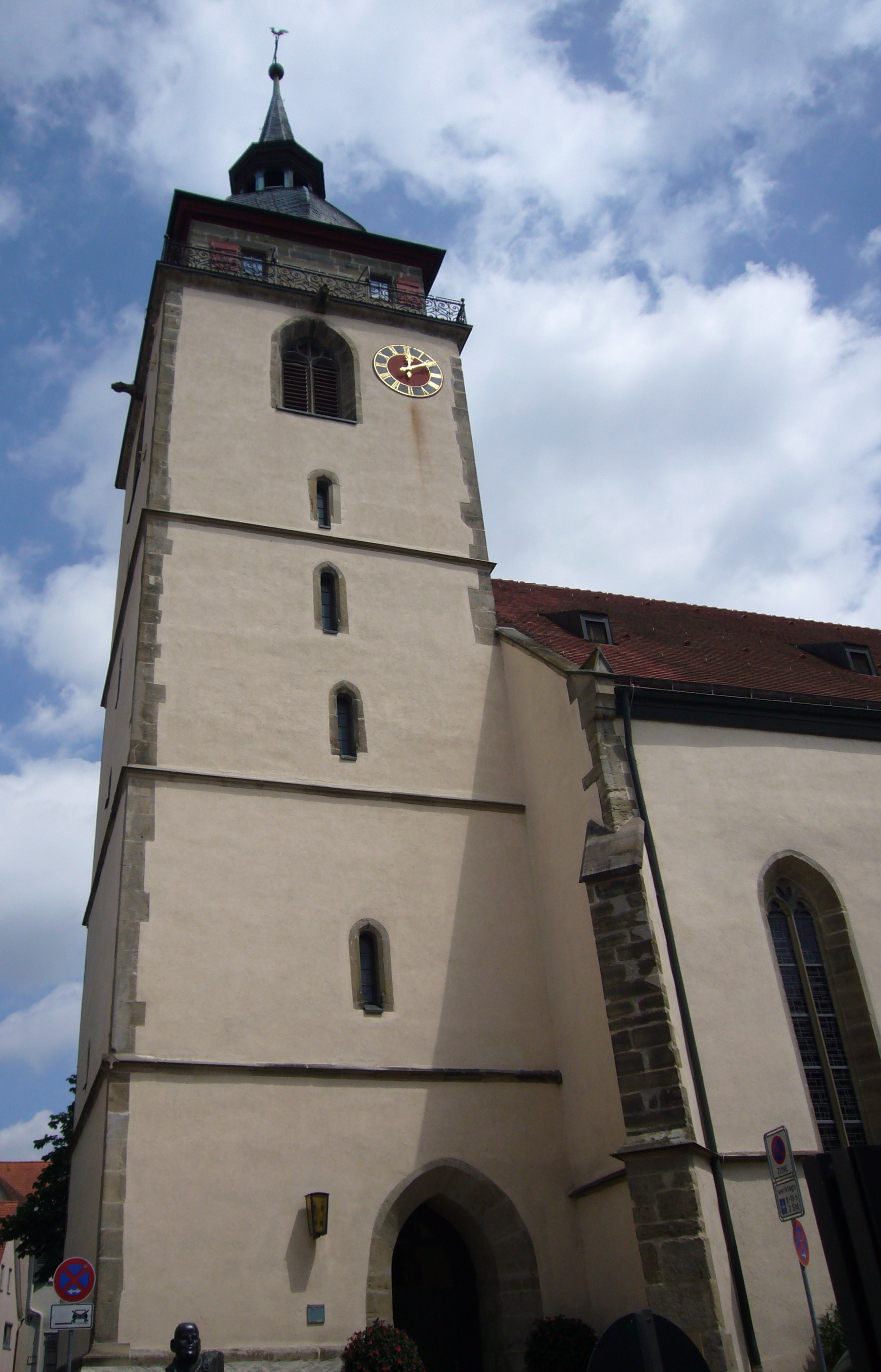
Bietigheim: Turm der Stadtkirche (ev)

Bietigheim, Bissingen, Metterzimmern und Untermberg bzw. Remmigheim gehörten bis zur Reformation, die in Württemberg ab 1534 eingeführt wurde, zum Landkapitel Vaihingen im Archidiakonat Trinitatis der Diözese Speyer. Seit dem 16. Jahrhundert waren diese Gemeinden über viele Jahrhunderte überwiegend protestantisch. 1556 wurde Bietigheim Sitz eines Dekanats, das 1813 jedoch nach Besigheim verlegt wurde. Seither gehört die Kirchengemeinde Bietigheim zum Dekanat bzw. Kirchenbezirk Besigheim innerhalb der Evangelischen Landeskirche in Württemberg. Neben der Stadtkirche wurde 1954 die Friedenskirche und 1968 die Pauluskirche erbaut und eigene Kirchengemeinden gegründet, die heute die Gesamtkirchengemeinde Bietigheim bilden.
Die Kirchengemeinde Bissingen hat heute die alte Kilianskirche und die 1965 erbaute Martin-Luther-Kirche. Die Kirchengemeinde Metterzimmern hat eine 1906 erbaute Kirche, nachdem die alte gotische Kirche 1905 durch einen Blitzschlag zerstört worden war. Auch die Kirchengemeinden Bissingen und Metterzimmern gehören zum Dekanat Besigheim. Die Süddeutsche Gemeinschaft Bietigheim ist eine Gemeinschaftsgemeinde innerhalb der evangelischen Landeskirche und ist seit 2011 im Gemeindeblatt „Kirchturmspitzen“ vertreten.

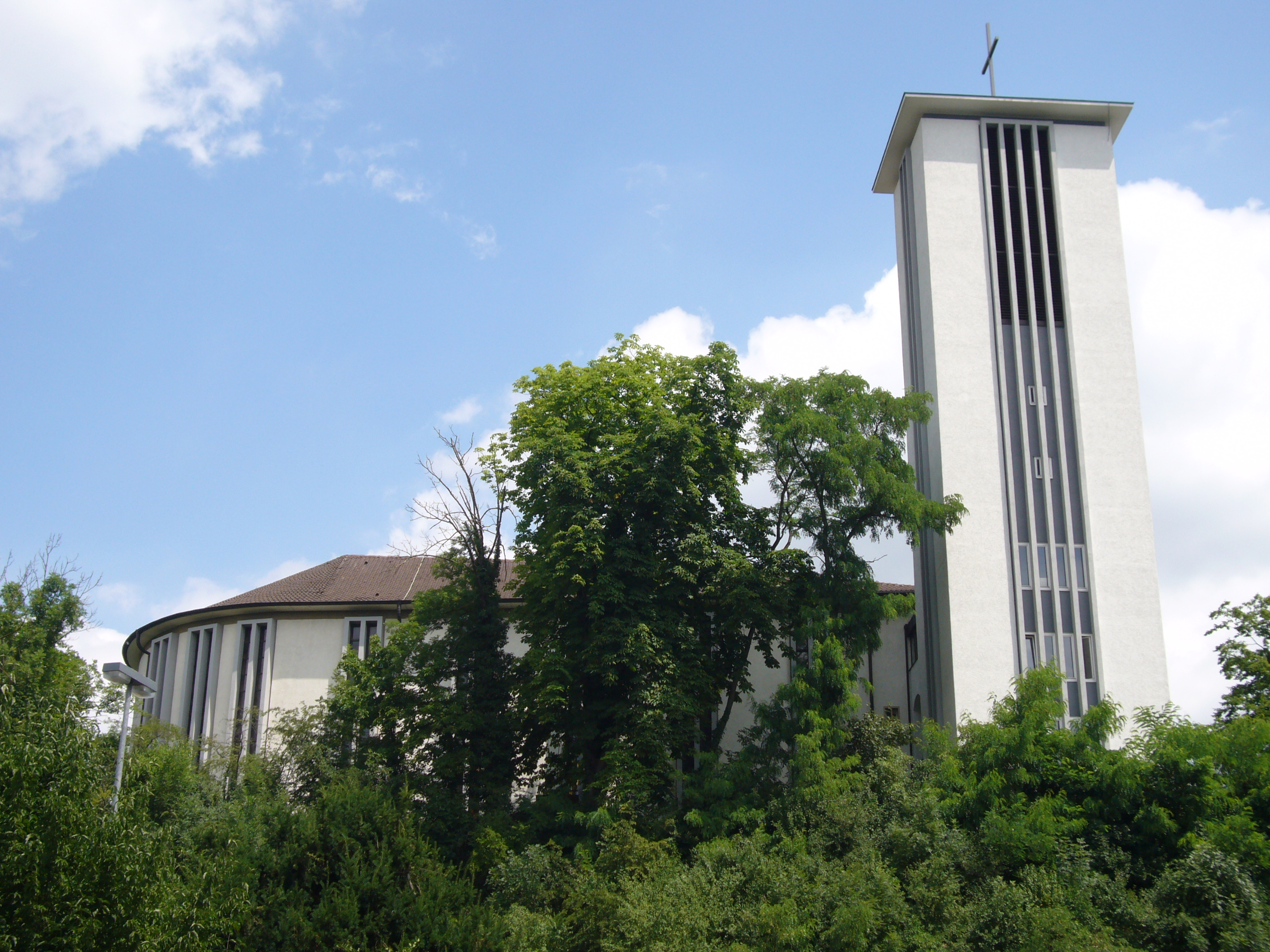
Bietigheim: St.-Laurentius-Kirche (römisch-katholisch)

Im 19. Jahrhundert zogen auch Katholiken nach Bietigheim. 1884 wurde die katholische Garnisonspfarrei Hohenasperg nach Bietigheim verlegt und dort eine eigene Pfarrgemeinde gegründet, die 1888 eine eigene Kirche St. Laurentius erbauen konnte. 1955/56 wurde die Kirche durch einen Neubau ersetzt. Eine weitere katholische Kirche in Bietigheim ist St. Johannes. Im Stadtteil Bissingen besteht eine weitere katholische Pfarrei „Zum Guten Hirten“, die 1970 ihre Kirche erbauen konnte. Alle drei Pfarrgemeinden bilden heute die Seelsorgeeinheit Bietigheim-Bissingen innerhalb des Bistums Rottenburg-Stuttgart.
Neben den großen Kirchen gibt es in Bietigheim-Bissingen auch Freikirchen, darunter eine evangelisch-methodistische Kirche, eine Baptistengemeinde, zwei Brüdergemeinden und die Connect Church (früher Volksmission entschiedener Christen), die zum Bund Freikirchlicher Pfingstgemeinden gehört. Ferner ist auch die neuapostolische Kirche in Bietigheim-Bissingen vertreten sowie zwei freie aramäische Christengemeinden.
Ebenso sind zwei orthodoxe Kirchen in Bietigheim-Bissingen vertreten: Zum einen die griechisch-orthodoxe Kirche mit einer Kirche und dazugehörigem Zentrum in der Besigheimer Straße, zum anderen die syrisch-orthodoxe Mor Petrus & Paulus Gemeinde. Die Gemeinde weihte im September 2019 ihre neu erbaute Kirche in den Hopfengärten.

## Kultur und Sehenswürdigkeiten

### Bauwerke
Der Bietigheimer Eisenbahnviadukt, das Wahrzeichen der Stadt, wurde zwischen April 1851 und Oktober 1853 von Karl Etzel zusammen mit A. Beckh im Stil eines römischen Aquäduktes errichtet. Über den Viadukt verläuft die Westbahn Bietigheim–Bruchsal. Neben dem Bahnhof Bietigheim-Bissingen steht das rund 70 Meter hohe Sky-Hochhaus.

#### Altstadt Bietigheim

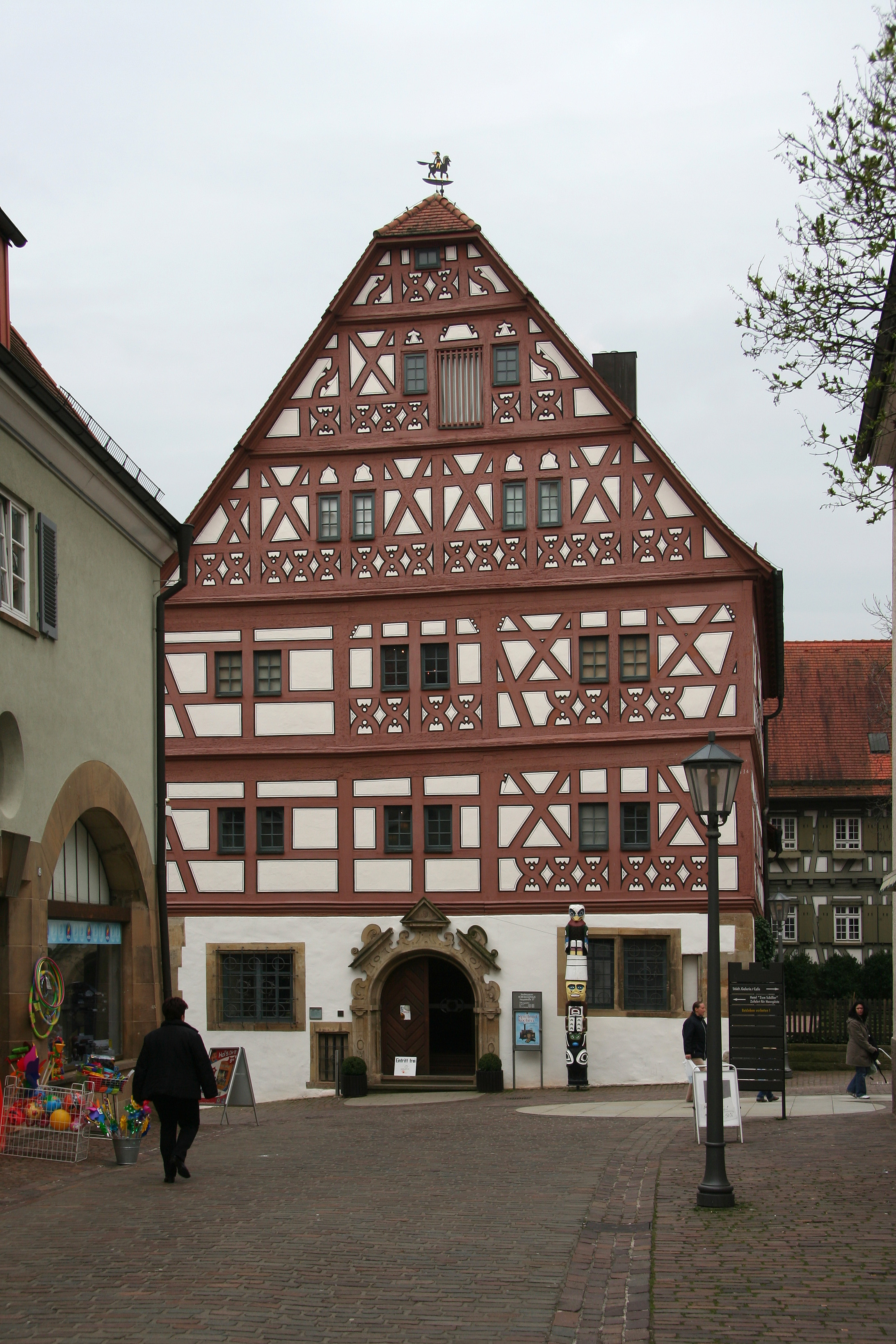
Hornmoldhaus

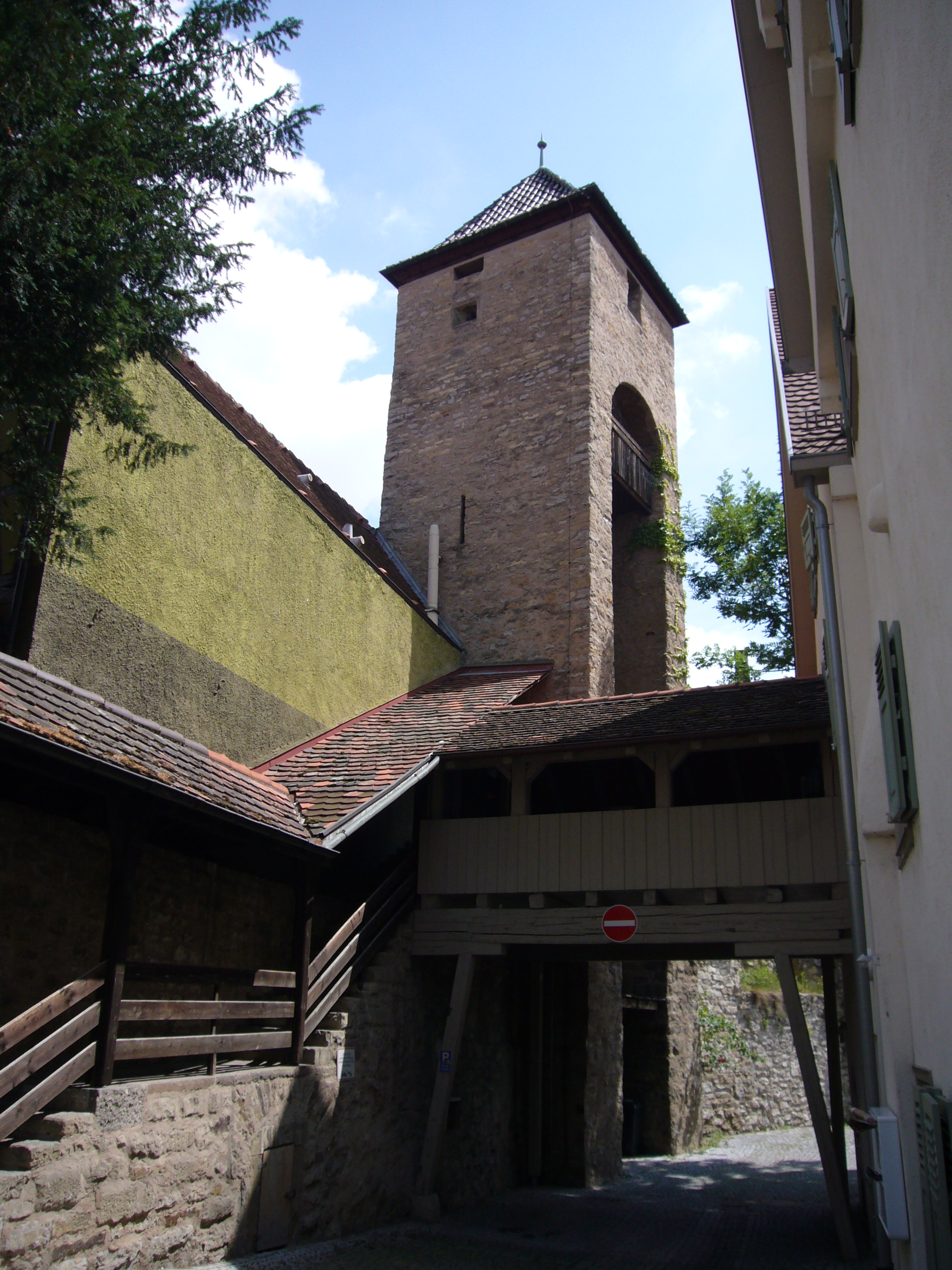
Pulverturm

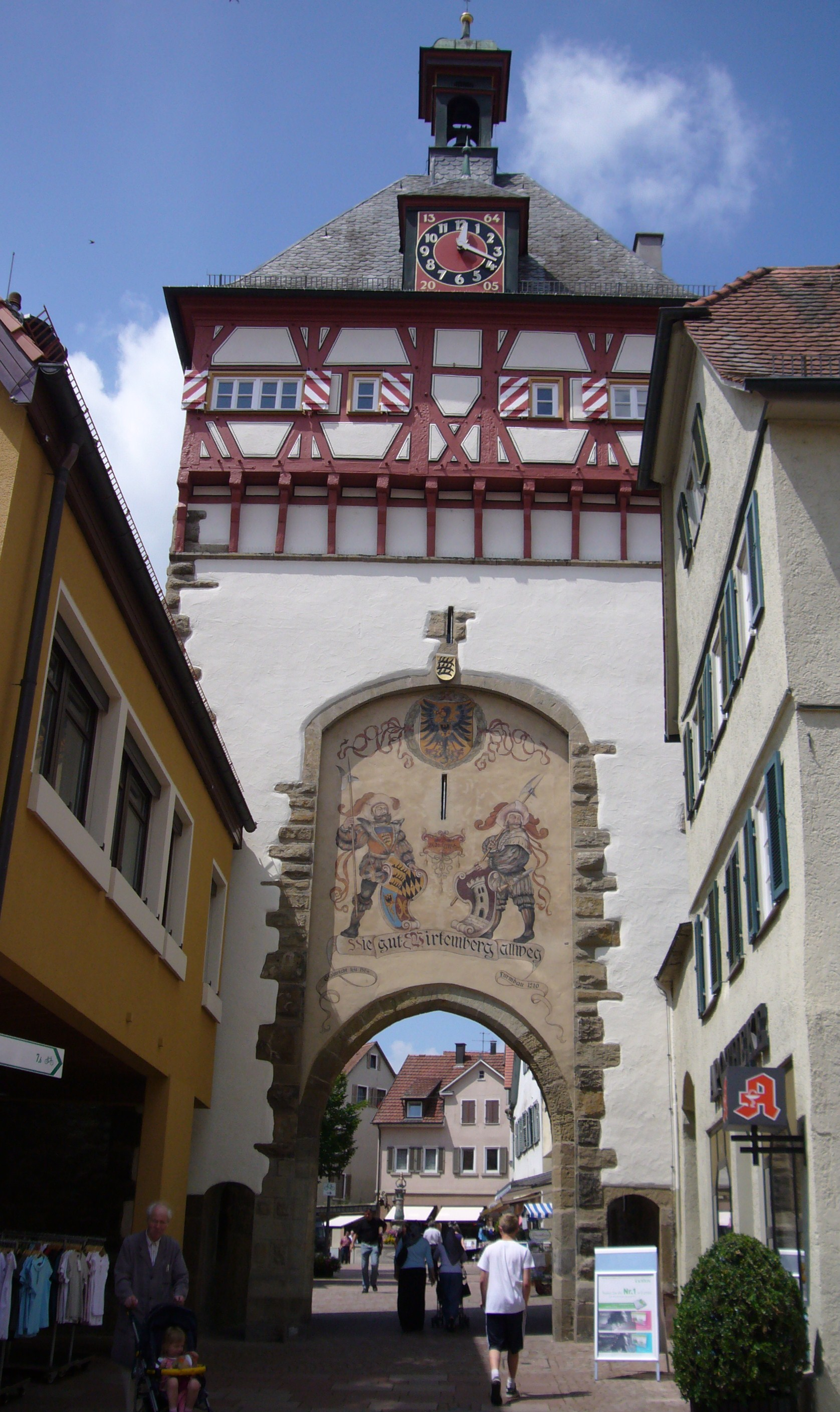
Unteres Tor

Das bedeutendste Bauwerk der Bietigheimer Altstadt ist das Hornmoldhaus, eines der besterhaltenen Bürgerhäuser der Renaissance in Süddeutschland. Erbaut wurde das Haus in den Jahren 1535/36 durch Sebastian Hornmold den Älteren. Besonders sehenswert sind die Innenausmalungen aus der Renaissancezeit. Das Haus beherbergt heute das Stadtmuseum.
Das Rathaus der Stadt Bietigheim (bis Ende 1974), bzw. der vereinigten Stadt Bietigheim-Bissingen (seit 1975) wurde 1507 erbaut. Seit dem 18. Jahrhundert ist es auf der Vorderseite mit einer Kunstuhr ausgestattet, die über eine astronomische Anzeige über der bürgerlichen Uhr verfügt, mit deren Scheibe die aktuelle Mondphase angezeigt werden kann. Das 1546 erbaute Bietigheimer Schloss wurde im Zeitraum von 2000 bis 2002 komplett renoviert. Es beherbergt heute neben der Musik- und Volkshochschule auch diverse Veranstaltungsräume und eine Gaststätte.
Insgesamt wird die Altstadt durch eine Vielzahl an Fachwerkhäusern geprägt. Neben dem bereits erwähnten Hornmoldhaus sind die Lateinschule (erbaut 1476) und das Physikat (erbaut 1568) hervorzuheben. Durch Bietigheim-Bissingen führt die Deutsche Fachwerkstraße, die von der Elbe bis an den Bodensee reicht.
Als württembergisches Amtsschloss diente das ab 1506 errichtete Bietigheimer Schloss. Der Bau war eine Folge der Erhebung Bietigheims zur württembergischen Amtsstadt. 1542 erfolgte der Ausbau in der heute vorhandenen Größe. Nach einem Brand im Jahre 1707 wurde das Schloss in den folgenden fünf Jahren wiedererrichtet. In der Zeit vom 19. Jahrhundert bis zur Jahrtausendwende befand sich das Finanzamt im Schloss. Nach der vier Jahre dauernden Sanierung (2000–2003) dient es heute als Kulturhaus.
Noch heute sind zahlreiche Elemente der mittelalterlichen Stadtbefestigung erhalten. Dazu zählt der im 15. Jahrhundert errichtete Pulverturm mit Wehrgang, der als nordöstlicher Eckturm der Stadtbefestigung diente. Die der Stadt zugewandte Seite des Turmes wurde in offener Form gebaut, damit der Turm nach etwaiger feindlicher Eroberung nicht als Festung gegen die Stadt verwendet werden konnte. Nachdem die Stadt 1821 den als unnütz betrachteten Turm an den benachbarten Bäcker Johann Christoph Müller verkauft hatte, kaufte sie ihn schließlich 1950 wieder von Müllers Nachfahren zurück. Daher wird der Pulverturm gemeinhin auch als „Beckenmüllers Turm“ bezeichnet.
Als erste Steinbrücke im weiteren Umkreis wurde in der Zeit von 1463 bis 1467 unter Leitung des Markgröninger Kirchenbaumeisters Aberlin Jörg (* um 1420; † um 1493) in Gemeinschaftsarbeit von der Bürgerschaft die alte Enzbrücke über den Zusammenfluss von Enz und Metter erbaut. Sie stärkte in besonderem Maße die Verkehrsattraktivität der zu dieser Zeit im Aufschwung befindlichen Stadt. Mit Hilfe des „Brückengeldes“, eine Art Mautgebühr für die Benutzung von Brücken, gelang es, die immensen Kosten für den Bau und die Instandhaltung der Enzbrücke zu decken. Sie widerstand allen Hochwassern der Enz, bis sie 1945 von deutschen Truppen auf dem Rückzug gesprengt wurde. Unmittelbar nach Kriegsende wurde sie an Ort und Stelle wiedererrichtet. Von der alten Enzbrücke ist lediglich der Bogen über die Metter erhalten geblieben.

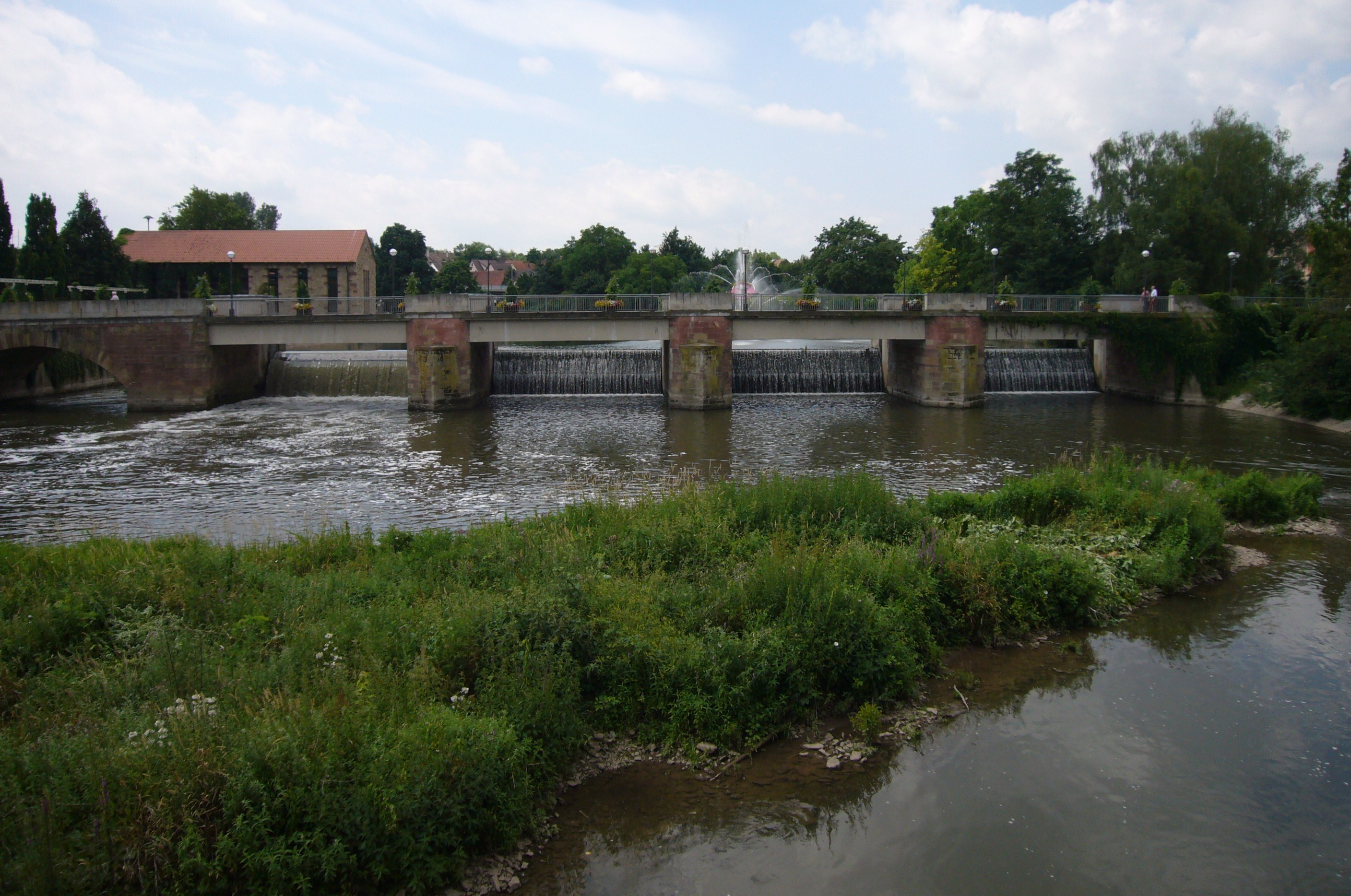
Enzbrücke: Hier mündet die Metter (rechts) in die Enz

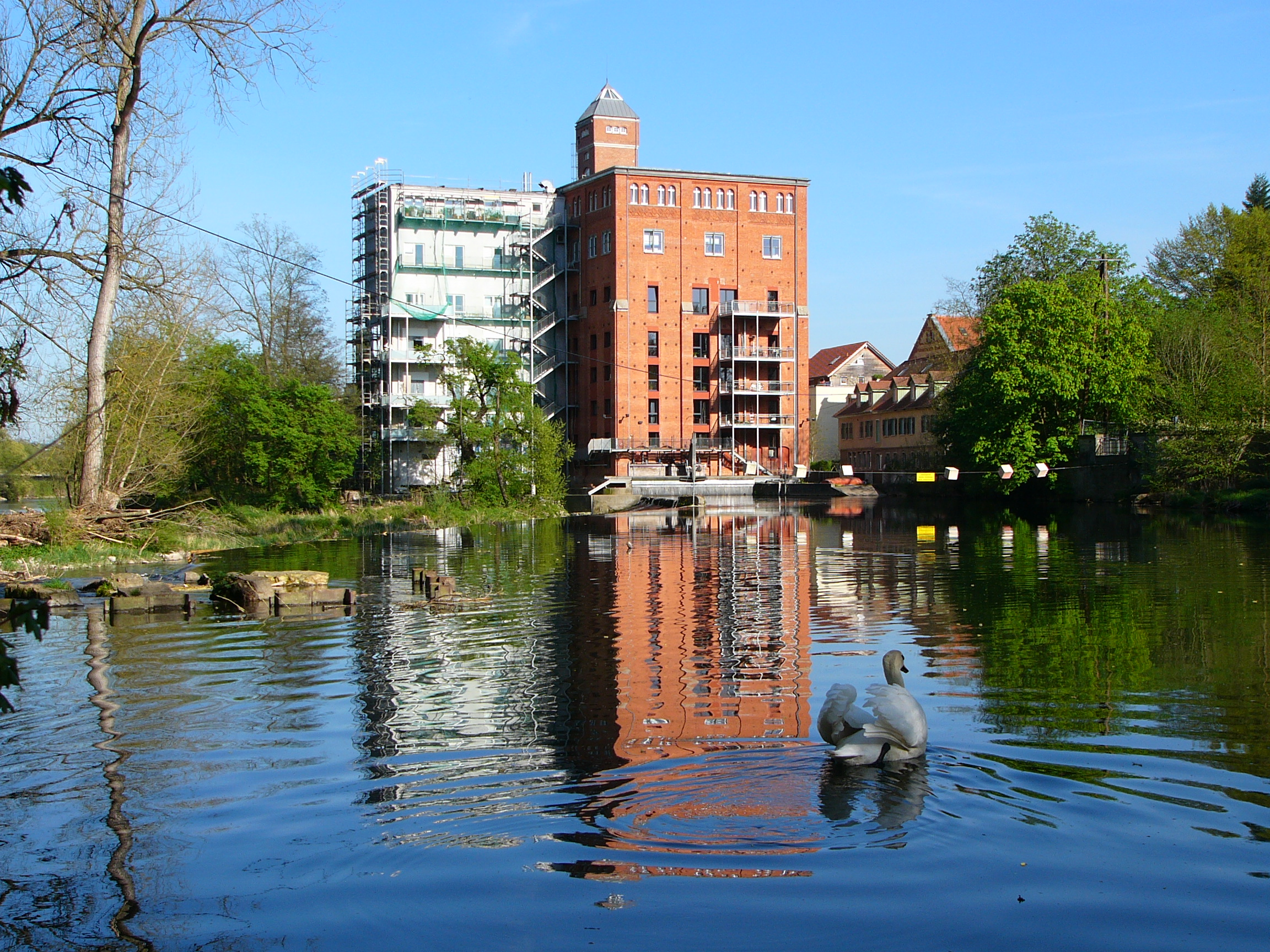
Rommelmühle in Bissingen

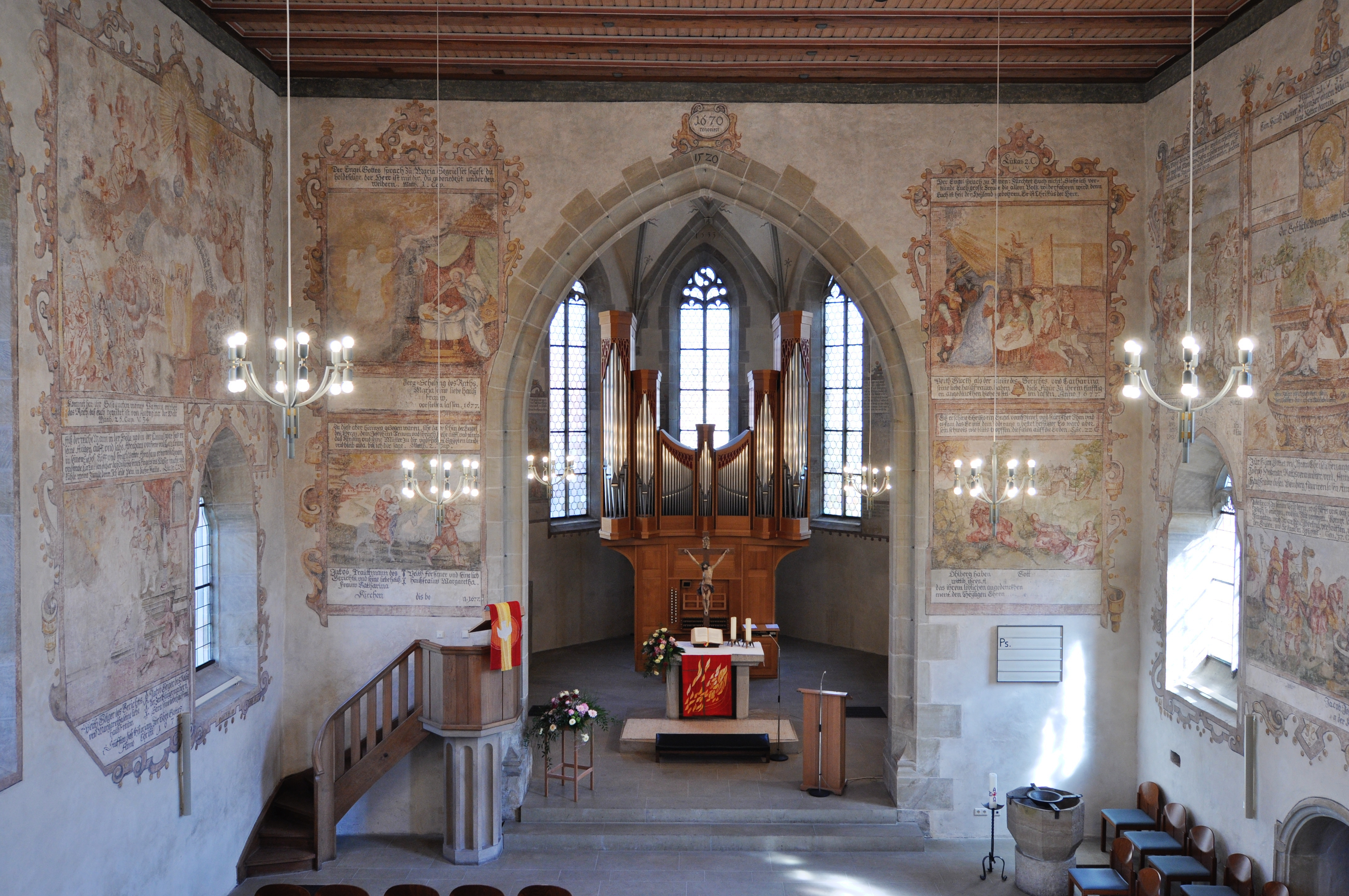
Wandschmuck in der Kilianskirche

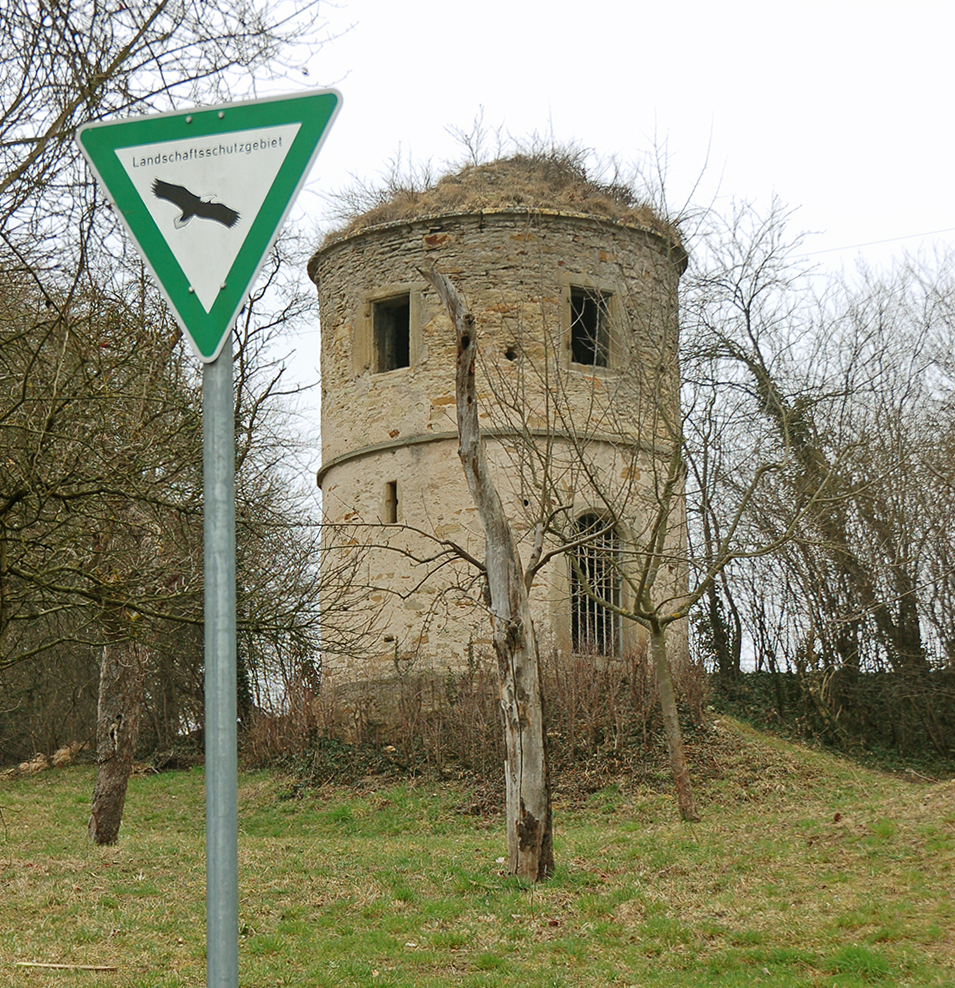
„Türmle“ bei einer kleinen Wüstung westlich vom Untermberger Ortskern

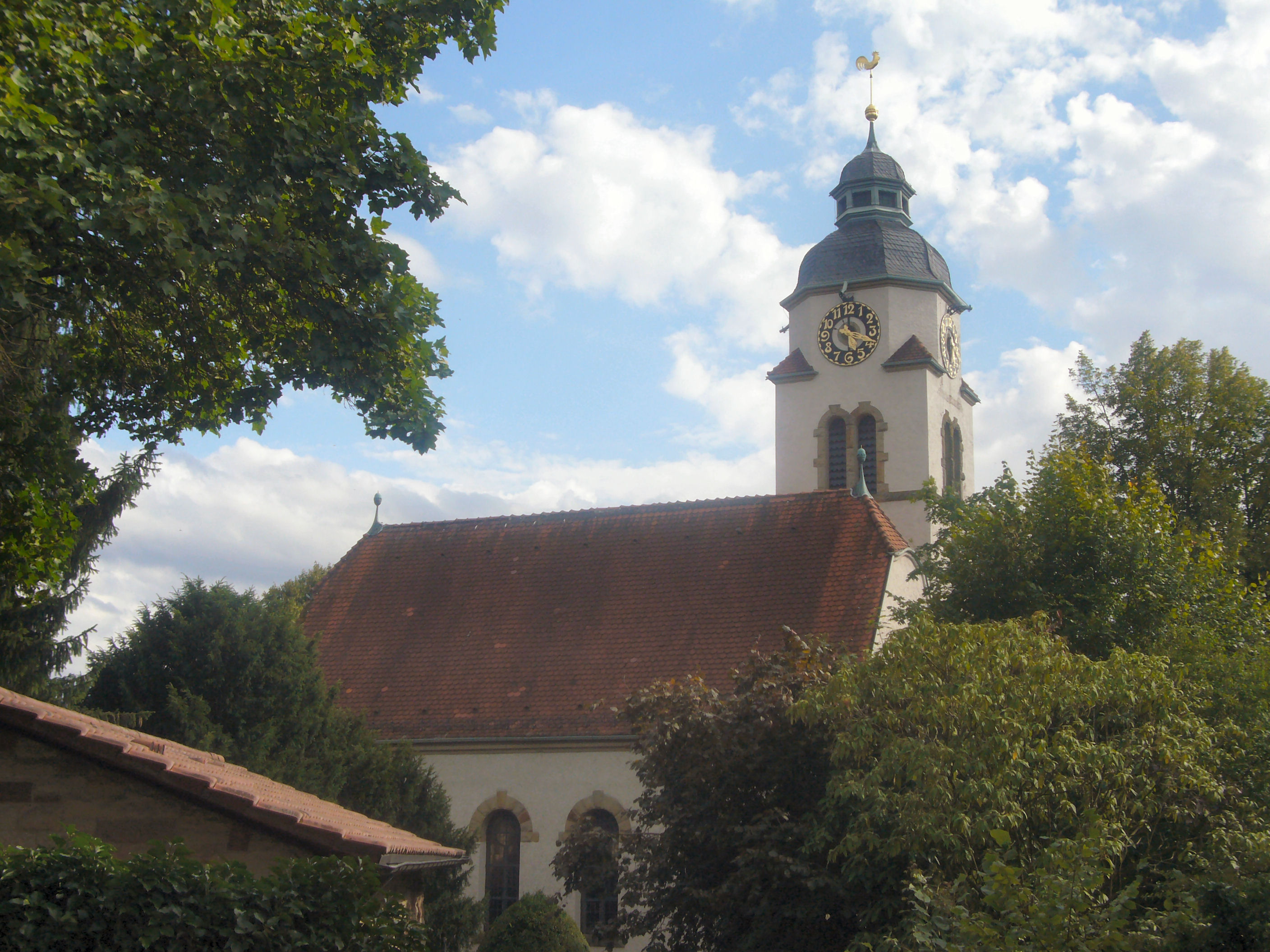
Michaelskirche in Metterzimmern

Die am nördlichen Stadtrand der Altstadt gelegene evangelische Stadtkirche wurde um 1400 über dem Altar der Burgkapelle errichtet. Der auf der Nordseite direkt angrenzende Bergfried der Burg Bietigheim diente als Glockenturm. Als Pfarrkirche löste sie 1496 die Peterskirche (heutige Friedhofskirche) ab. 1542 wurde die Stadtkirche durch den Einsturz des Burgturms teilweise zerstört. In der Folgezeit wurde das Schiff erweitert; die Kirche wurde 1891/92 durch Heinrich Dolmetsch (* 24. Januar 1846; † 25. Juli 1908) gotisiert, was 1972 bis 1974 allerdings wieder rückgängig gemacht wurde.
In unmittelbarer Nähe der Stadtkirche befindet sich die zentrale grundherrliche (Burg-)Kelter. Nach ihrer Zerstörung 1542 infolge des Bergfriedeinsturzes erfolgte die Erweiterung in der heutigen Größe. Unmittelbar nach einem durch einen Blitzeinschlag ausgelösten Brand im Jahre 1762 wurde die Kelter mit einem stützenfreien Innenraum unter dem Walmdach mit Hängewerkskonstruktion für vier Weinpressen (sogenannte „Kelterbäume“) wiedererrichtet. 1983/84 erfolgte die Sanierung und der Ausbau zum Veranstaltungsraum.
Das einzige bis heute erhaltene von ehemals vier Stadttoren ist das Untere Tor, das gegen Ende des 14. Jahrhunderts erbaut wurde. Es handelte sich, wie beim Pulverturm, ursprünglich um eine offene Schalenturm-Konstruktion, die aber um 1500 durch eine Fachwerkwand geschlossen wurde. Im 16. Jahrhundert wurde eine Dachlaterne mit Glöckchen installiert, um den Bewohnern der Stadt den allabendlichen Torschluss verkünden zu können. Die heute vorhandenen seitlichen Fußgängertore ersetzen seit Beginn der 1930er-Jahre die ehemaligen Schießscharten. Die Inschrift auf der äußeren Seite des Tores lautet: Hie gut Wirtemberg allweg.

#### Bissingen
Ein Zeugnis für die frühindustrielle Nutzung der Wasserkraft ist die 1904 erbaute Rommelmühle. Es handelt sich dabei um eine ehemalige siebengeschossige Großmühle. Nach der Stilllegung 1996 wurde das Gebäude zu einem ökologisch ausgerichteten Wohn- und Geschäftshaus umgebaut.
Die spätgotische Kilianskirche wurde von 1517 bis 1520 erbaut. Sie zeichnet sich durch eine bemerkenswerte Innenausmalung mit Fresken aus dem 17. Jahrhundert aus. Die Ausmalung erfolgte in den Jahren 1677 und 1691. Die nachreformatorischen Bilder nehmen durchweg biblische Motive auf.
Das neue Rathaus wurde 1968 erbaut. Das von dem Architekten Ostertag gestaltete Gebäude ist ein asymmetrischer, trotzdem geschlossen wirkender Kubus mit blaugekachelter Fassade. Da es kurz vor dem Zusammenschluss mit der größeren Nachbarstadt Bietigheim im Jahre 1975 erbaut wurde, wird es häufig auch als ein Symbol der Bissinger Eigenständigkeit interpretiert. Auch das alte Rathaus ist noch erhalten.
Das imposanteste noch erhaltene Bissinger Bürgerhaus ist der Untere Vattersche Hof. Das Haus wurde im 17. Jahrhundert erbaut. Es handelt sich dabei um den Rest einer ehemals großen, geschlossenen Hofanlage.

#### Untermberg
Unmittelbar über dem historischen Ortskern Untermbergs steht die Ruine Altsachsenheim, die allerdings zur Gemarkung Sachsenheim gehört. Die Burg der Herren von Sachsenheim wurde vermutlich im 13. oder im frühen 14. Jahrhundert erbaut. In Sichtweite zu Altsachsenheim befindet sich der zur Burg gehörige „Mäuseturm“. Der 1574 renovierte runde Steinbau soll früher als Sicherungsposten und als Zollstation an der später als Postweg genutzten Landstraße von Großsachsenheim über Remmigheim nach Markgröningen gedient haben.

#### Metterzimmern
Das älteste noch erhaltene Gebäude Metterzimmerns ist der Klosterhof aus dem Jahre 1599. Sehenswert ist auch das Haus am Gallbrunnen, ein 1983 restauriertes Bauernhaus aus dem beginnenden 17. Jahrhundert. Das Rathaus von 1809 verlor durch die 1930 erfolgte Eingemeindung seine Funktion. Die Jugendstil-Kirche St. Michael wurde 1906 eingeweiht, nachdem der gotische Vorgängerbau 1905 infolge eines Blitzschlags zerstört worden war.

### Kunst

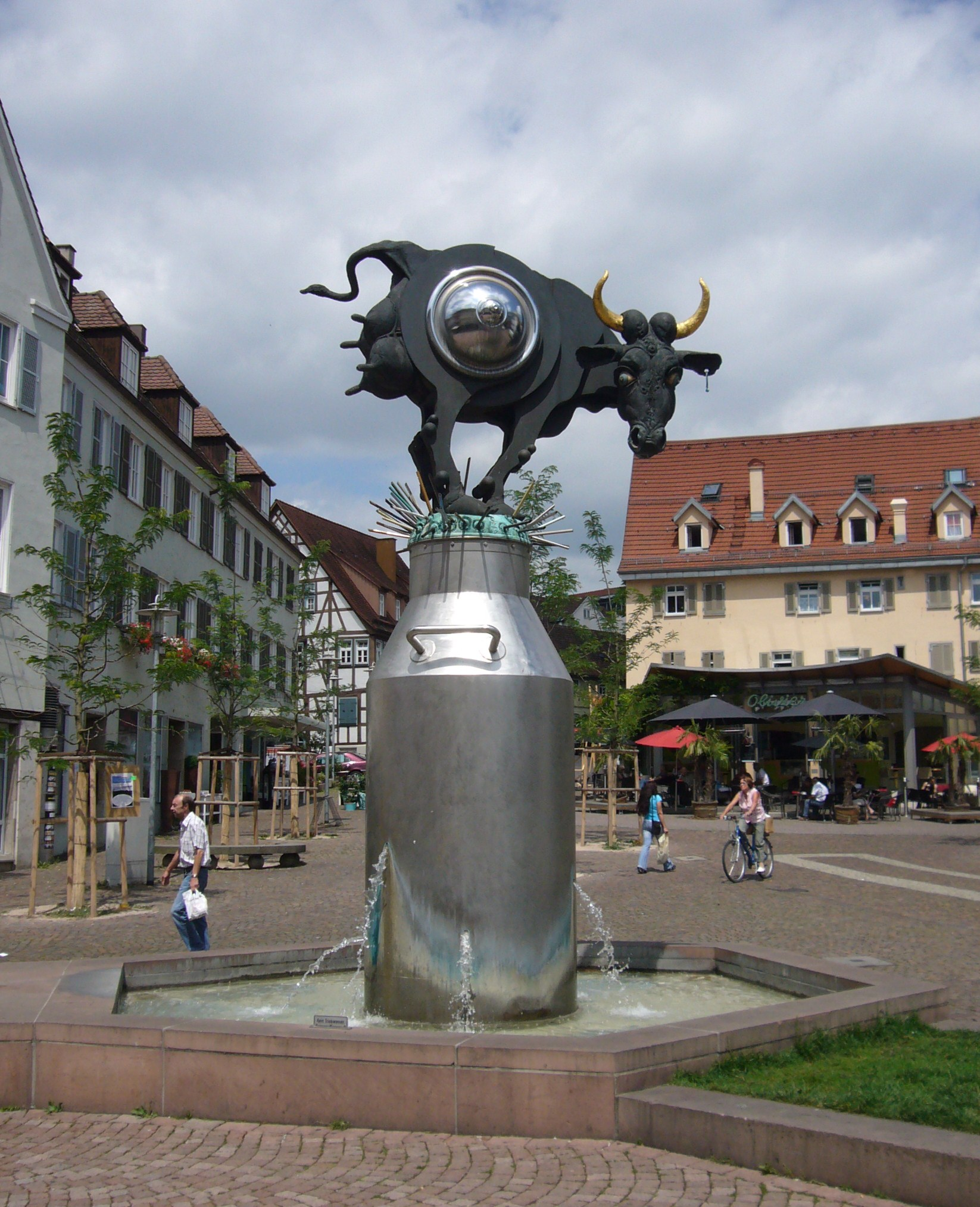
Ku(h)riosum von Jürgen Goertz

Der Maler und Bildhauer Richard Hohly (1902–1995) lebte lange Zeit am Ort, in der Felsengarten-Galerie. Sein Werk ist sehr vielseitig und reichte von Pferdedarstellungen über Religiöses bis zu Kosmosbildern. Es wurde in vielen Ausstellungen gezeigt.
Der Schriftsteller Otto Rombach (1904–1984) lebte und arbeitete ebenfalls lange Zeit in Bietigheim. Nach ihm wurde die Stadtbücherei benannt.
Von 1975 bis zu seinem Tod im Jahr 2022 arbeitete der Bildhauer und Holzschneider Peter Römpert in seinem Atelier in Bietigheim.
In Bissingen existiert seit 2017 das Kujau-Kabinett, das Werke des Fälschers Konrad Kujau ausstellt.
Die Bietigheimer Komponistin, Texterin und Sängerin Heidi Loibl (1942–2023) lebte seit 1960 in Bietigheim, machte das erste Heimatlied über Bietigheim und sang es mit elf Stadträten im Studio.

#### Skulptour Bietigheim-Bissingen
Verbunden mit der Neugestaltung des historischen Stadtkerns ist seit den frühen 1980er-Jahren ein Kunstensemble mit zeitgenössischen Werken bekannter Künstler entstanden. Heute genießt es eine weit überregionale Bekanntheit, etwa durch Werke wie Jürgen Goertz Ku(h)riosum, Alfred Hrdlickas Portrait Bonhoeffer, Karl-Henning Seemanns Schwätzweiber und Gunther Stillings Janustor.

#### Städtische Galerie
1989 wurde die Galerie im Herzen der Altstadt in einer ehemaligen Getreidescheune anlässlich des 1200-jährigen Jubiläums der Stadt eröffnet und im Jahr 2000 um einen Neubau erweitert. Im alten Teil werden als Dauerausstellung eigene Sammlungen der Stadt mit dem Schwerpunkt Linolschnitt gezeigt. Im Neubau finden Wechselausstellungen statt, die auch überregionale Beachtung finden (u. a.
2004: Schmidt-Rottluff, Aquarelle; 2005: Picasso, Linolschnitte). Im dreijährlichen Turnus wird der Graphikpreis der Stadt Bietigheim-Bissingen Linolschnitte Heute vergeben.

### Gedenkstätten
Vor der Stadtkirche Bietigheim erinnert ein Gedenkstein des österreichischen Bildhauers Alfred Hrdlicka an den protestantischen Hitler-Gegner Dietrich Bonhoeffer, der 1945 im KZ Flossenbürg ermordet wurde. Des Weiteren befinden sich auf dem Friedhof St. Peter Gräberfelder und Gedenktafeln, die an 198 Frauen, Kinder und Männer erinnern, die im Zweiten Weltkrieg nach Deutschland verschleppt und Opfer von Zwangsarbeit wurden. Polnische Überlebende haben 1989 dieser Gedenkstätte eine weitere Gedenktafel mit den Namen von 44 Opfern hinzugefügt.
Nach einem Beschluss des Gemeinderats 2013 werden auch in Bietigheim-Bissingen seit 2014 Stolpersteine für Opfer des Nationalsozialismus durch den Künstler Gunter Demnig verlegt. Initiator der Initiative Stolpersteine in Bietigheim-Bissingen ist der Pfarrer und ehemalige Landtagsabgeordnete Thomas Reusch-Frey. Bis zum Mai 2024 wurden insgesamt zehn Steine im gesamten Stadtgebiet gesetzt, davon vier in Bissingen und einer in Untermberg. Sie erinnern an Menschen, die ihren letzten frei gewählten Wohnsitz in Bietigheim-Bissingen hatten und überwiegend 1940 im Rahmen der Euthanasie-Aktion T4 in der Tötungsanstalt Grafeneck von den Nationalsozialisten ermordet wurden.

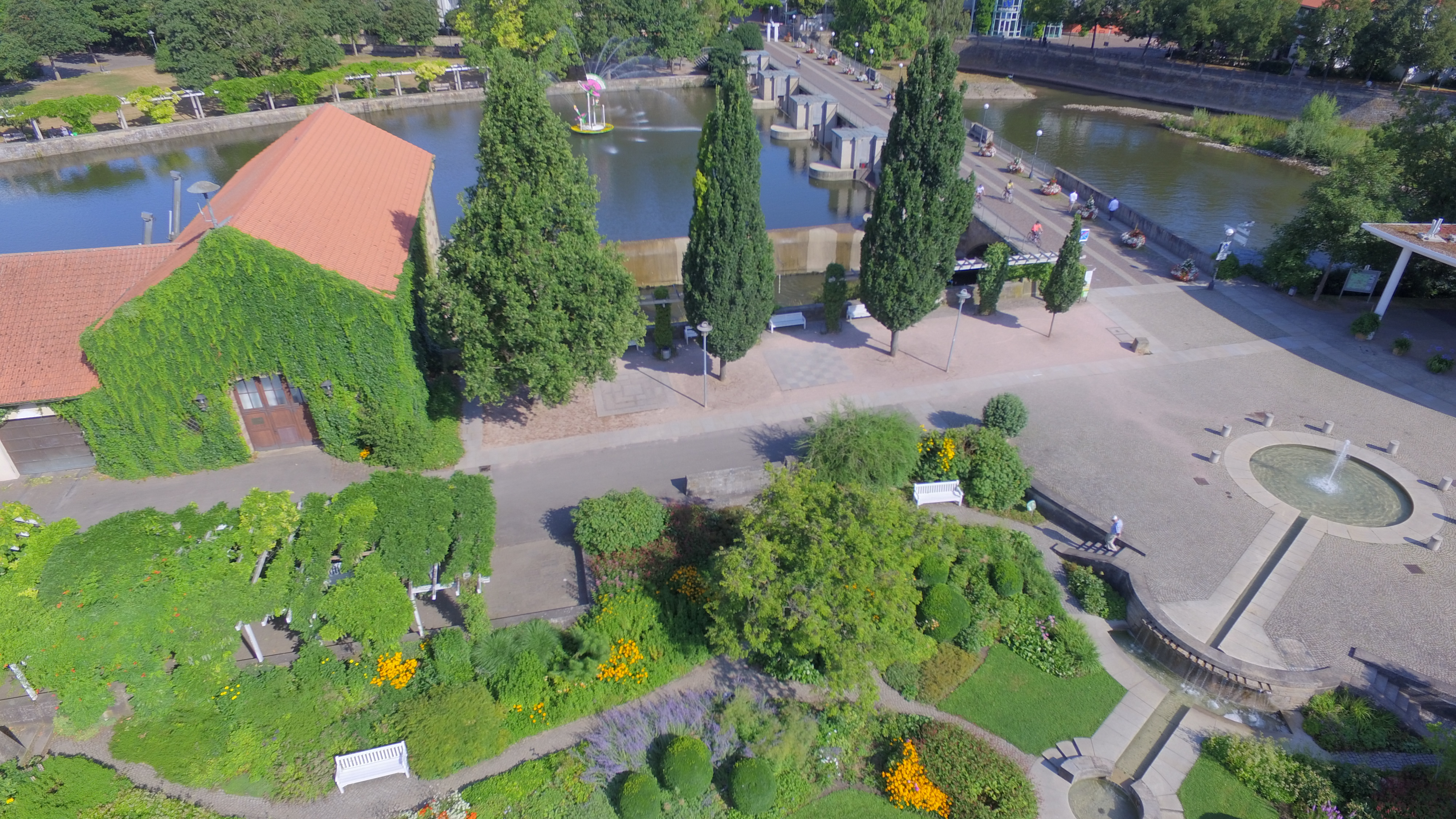
Luftaufnahme: Der Bürgergarten mit Wasserspiel in der Enz aus Richtung Südost. Im Hintergrund Zufluss der Metter

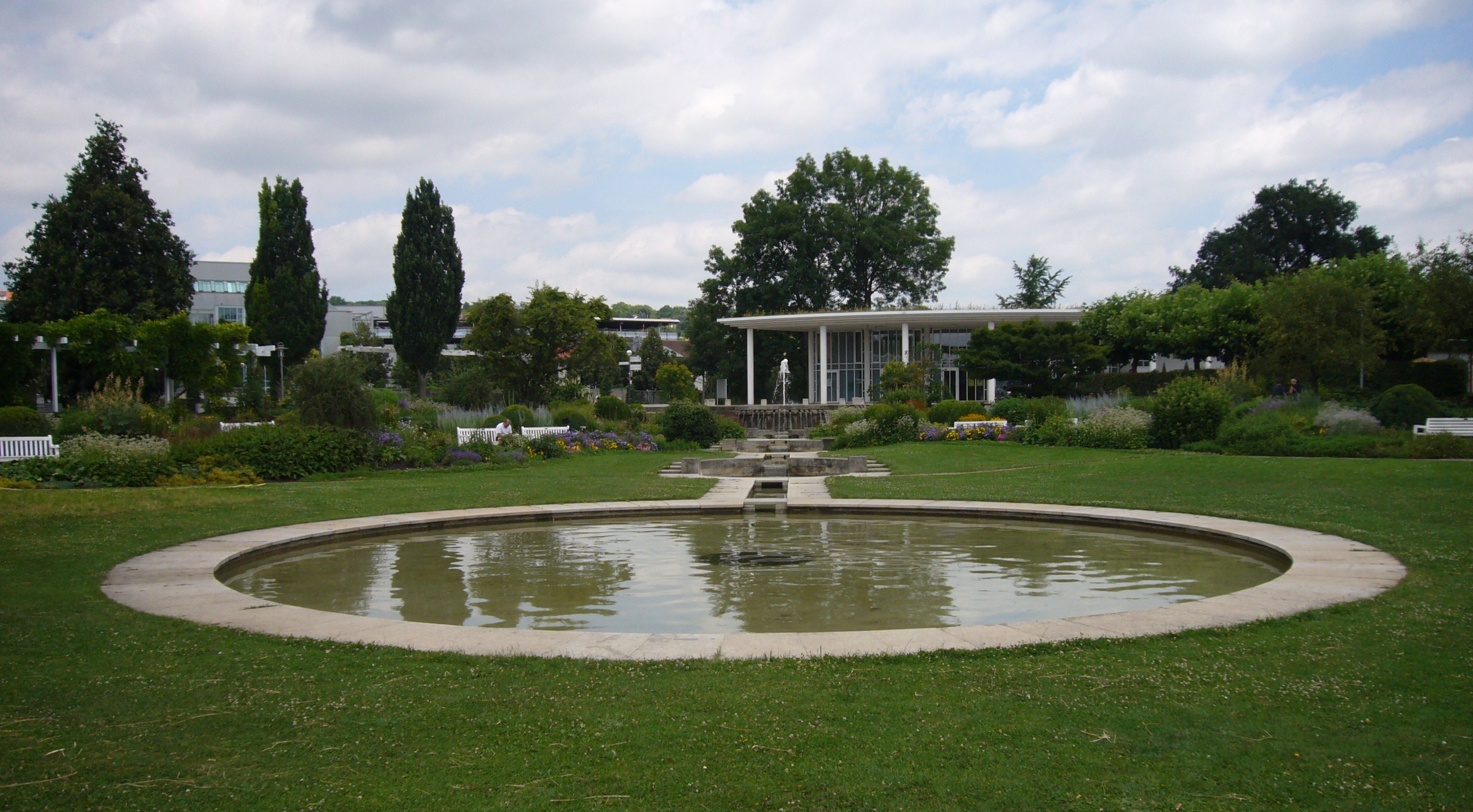
Bürgergarten

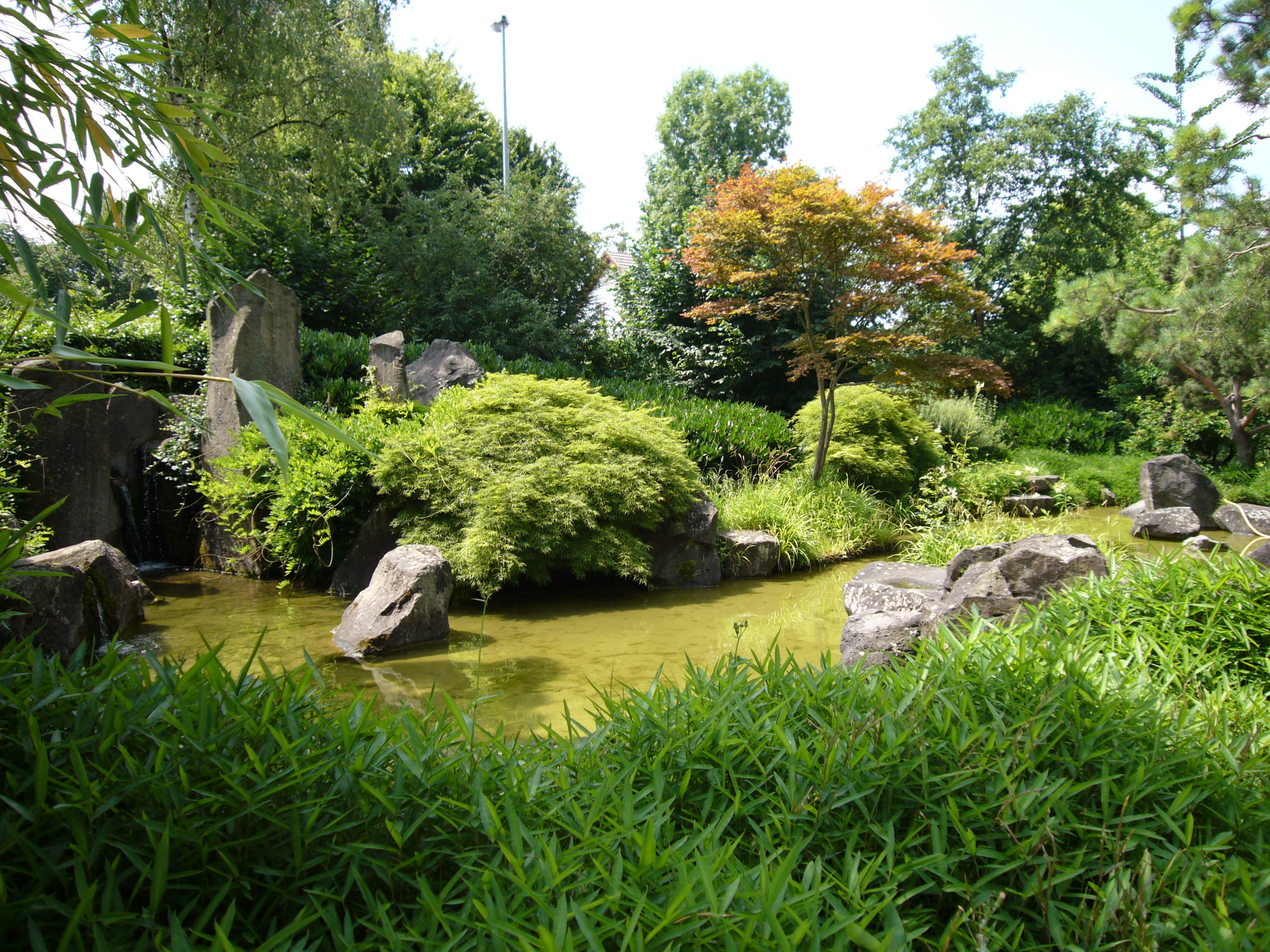
Japangarten

### Gärten
Anlässlich der 1989 in Bietigheim-Bissingen stattfindenden Landesgartenschau Baden-Württemberg – gleichzeitiges 1200-jähriges Jubiläum der Stadt – wurde der Bürgergarten am Rande der Altstadt Bietigheims angelegt. Dieser besteht aus einer großen Grasfläche, einer Bunten Mischung verschiedenster Pflanzen entlang der kleinen Wege innerhalb der Anlage, sowie einer hauptsächlich im Sommer betriebenen Fontäne, deren Wasserlauf sich Becken für Becken hinabbewegt. Der Bürgergarten dient heute als Entspannungs- und Erholungsort und wird von Kindern teilweise zum Baden genutzt.
Am Ufer der Metter wurde zu Ehren Erwin Bälz’ (* 13. Januar 1849 in Bietigheim-Bissingen; † 31. August 1913) der sogenannte Japangarten errichtet. Bälz war unter anderem Leibarzt der Kaiserlichen Familie und Mitbegründer der modernen Medizin in Japan. Durch seine Errungenschaft, die heißen Schwefelquellen in der Stadt Kusatsu für Heilzwecke nutzbar zu machen, entstanden und vertieften sich die Beziehungen zwischen Bietigheim und Kusatsu und führten 1962 zur Städtepartnerschaft. Anlässlich der Landesgartenschau 1989 wurde der Japangarten vom japanischen Gartenbaukünstler Jun Susuki neu gestaltet. Seit jeher dient der Garten als angemessener Platz für die Übergabe von Gastgeschenken aus Japan. Zur Anlage gehören auch Steinlaternen, Haiku-Spruchsteine, eine Steinbrücke und ein knapp zwei Meter hoher Gedenkstein für Erwin Bälz.

### Planetenweg
Der Planetenweg der Grünen Nachbarschaft führt von Ludwigsburg her über den Wilhelmshof bis zum Bietigheimer Stadtforst. Auf Bietigheimer Gemarkung liegen die Wegmarken Uranus, Neptun und Pluto.

### Sport
Von überregionaler Bedeutung ist die ehemals in der DEL spielende Eishockeymannschaft der SC Bietigheim-Bissingen „Bietigheim Steelers“. Der größte Erfolg war der Aufstieg in die erstklassige Deutsche Eishockey Liga nach der Saison 2020/2021, aus der sie jedoch nach der Saison 2022/23 wieder abstiegen. In den Saisonen 2008/2009, 2012/2013, 2014/2015 sowie zuletzt 2017/18 gewannen die Steelers die deutsche Meisterschaft in der 2. Bundesliga. 2012, 2013 und 2015 wurden sie, als einziges Team zweimal in Folge, Pokalsieger.
Die Heimspiele wurden früher in der 3250 Zuschauer fassenden Eisarena Ellental ausgetragen. Seit Dezember 2012 werden die Spiele in der EgeTrans Arena ausgetragen. Sie hat 4583 Plätze für Zuschauer, davon sind 2983 Sitzplätze.
Die Handballer der SG BBM Bietigheim (Fusion aus TSV Bietigheim und TV Metterzimmern im Jahr 1997; weitere Fusion mit der SpVgg Bissingen im Jahr 2008) spielen seit 2005 ebenfalls in der 2. Bundesliga. In der Saison 2014/2015 spielten sie in der 1. Handball-Bundesliga, sitegen jedoch wieder ab. In der Saison 2017/18 gelang der erneute Aufstieg in die 1. Handball-Bundesliga. Derzeit (Stand: Saison 2023/24) spielt der Verein wieder in der 2. Bundesliga. Die Heimspiele finden abwechselnd in der EgeTrans Arena sowie in der MHPArena in Ludwigsburg statt.
Neben den Männern spielten ab der Saison 2009/10 auch die Frauen in der 2. Bundesliga. Sie konnten in der Saison 2013/2014 in die 1. Bundesliga aufsteigen. In der Saison 2016/2017 wurde SG Bietigheim Deutscher Meister mit 26 Siegen in 26 Spielen. 2024 wechselten die Frauen zur HB Ludwigsburg, weil sie sich durch die Stadt nicht ausreichend wertgeschätzt fühlten.
Der Bietigheimer Hockey- und Tennis-Club, kurz BHTC, trägt seine Hallenspiele in der Sporthalle des Ellentalgymnasiums und seine Feldspiele auf dem Kunstrasenplatz Parkäcker aus. In der Feldsaison 2017/18 in der 2. Damen-Bundesliga errangen sie den 5. Platz.
Darüber hinaus gibt es noch mehrere Fußballmannschaften in Bietigheim-Bissingen: Die SV Germania Bietigheim, spielt trotz einiger erfolgreicher Spielzeiten in den 1960er- und 1970er-Jahren heutzutage überregional praktisch keine Rolle mehr. Die Heimspiele in der Landesliga Enz/Murr werden im Sportpark Ellental ausgetragen. Der 1994 gegründete SV Hellas 94 Bietigheim, der in der Saison 2012/12 den Aufstieg in die Verbandsliga schaffte. Mittlerweile spielt das Team wieder in der Kreisliga B.
Im kleineren Bissingen gibt es mit der SpVgg Bissingen und dem FSV 08 Bietigheim-Bissingen gleich zwei Fußballmannschaften, wobei der FSV 08 zurzeit wesentlich erfolgreicher ist und in der Verbandsliga Württemberg in der Saison 2014/15 den Aufstieg in die Oberliga Baden-Württemberg schaffte. Es existiert noch heute eine (nicht mehr ganz ernst gemeinte) Rivalität zwischen den drei Fußballvereinen FSV 08, SV Germania und SpVgg.
Weitere Fußballmannschaften aus Bietigheim-Bissingen sind der FV Sönmez Spor Bietigheim (Kreisliga A Enz/Murr) und NK Croatia Bietigheim (Bezirksliga Enz/Murr), FC Mezopotamya Bietigheim (Kreisliga A Enz/Murr) und Aramäer Bietigheim (Kreisliga B).
Der Judo-Club Bietigheim wurde 1956 gegründet. Einschließlich seiner Abteilungen Aikido (seit 1970), Karate (seit 1975), Ju-Jutsu (seit 1977) und Tai Chi (seit 2003) hat der Verein heute rund 700 Mitglieder. Zu den sportlichen Erfolgen zählen neben einigen deutschen Meisterschaften und Landestiteln auch dutzende Danträger (Meistergrade).
Der Tanzsportverein TSG Bietigheim ist mit einer Lateinformation in der 1. Bundesliga Formationen (Latein) vertreten.

### Regelmäßige Veranstaltungen

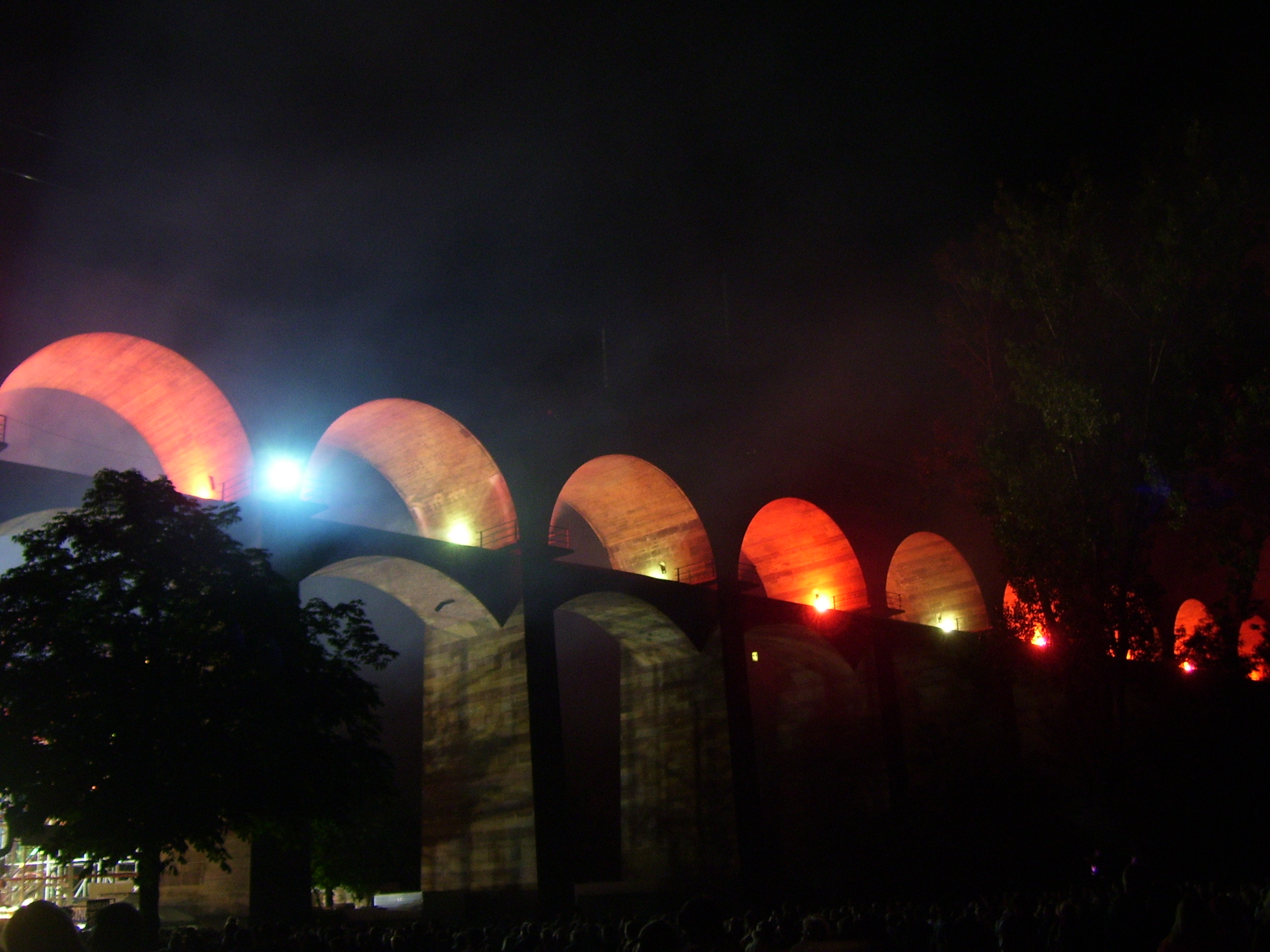
Beleuchtung der Viaduktbögen während des Pferdemarktes 2007

Der Bietigheimer Pferdemarkt findet jährlich Anfang September auf dem Festplatz am Viadukt statt und zieht stets ca. 200.000 Besucher aus der gesamten Region an. Höhepunkt der fünftägigen Veranstaltung ist das am Sonntagabend stattfindende Brillantfeuerwerk auf dem Festgelände. Im Dezember wird in der Altstadt am Marktplatz der „Sternlesmarkt“ (Weihnachtsmarkt) abgehalten.
Überregional bekannt ist auch der jährlich ausgetragene Bietigheimer Silvesterlauf, der auf rund elf Kilometern Länge durch Teile der historischen Altstadt führt. Seit 1998 findet jährlich im Sommer das Musikfestival Best of Music in der Altstadt mit Jazz- und Soul-Konzerten statt.
Im Stadtteil Bissingen findet rund um das Rathaus alle vier Jahre das Holzklobenfest statt.

## Wirtschaft und Infrastruktur

### Öffentliche Finanzen
Bietigheim-Bissingen zählt zu den reichsten Städten Deutschlands und ist seit 2004 schuldenfrei. Die Stadt war zum Jahreswechsel 2011/2012 – Eigenbetriebe eingerechnet – die bevölkerungsreichste schuldenfreie Stadt Baden-Württembergs. Darüber hinaus verfügte die Stadt 2007 über Rücklagen in Höhe von 20 Millionen Euro, was einer Pro-Kopf-Rücklage von etwa 400 Euro entspricht.

### Verkehr

#### Straßenverkehr
Bietigheim-Bissingen ist über die Anschlussstelle 15 „Ludwigsburg-Nord“ der A 81 (Heilbronn–Stuttgart–Singen) zu erreichen. Ferner führt die mit bis zu 50.000 Fahrzeugen täglich belastete Bundesstraße 27 (Göttingen–Heilbronn–Stuttgart–Schaffhausen (CH)) durchgehend vierspurig durch das Stadtgebiet. Darüber hinaus existieren zahlreiche Landes- und Kreisstraßen in die umliegenden Ortschaften, sowie Umgehungsstraßen (z. B. die K 1125), die es dem Transitverkehr ermöglichen, zeitraubende und umweltbelastende Durchfahrten durch anliegende Städte zu vermeiden.

#### Schienenverkehr

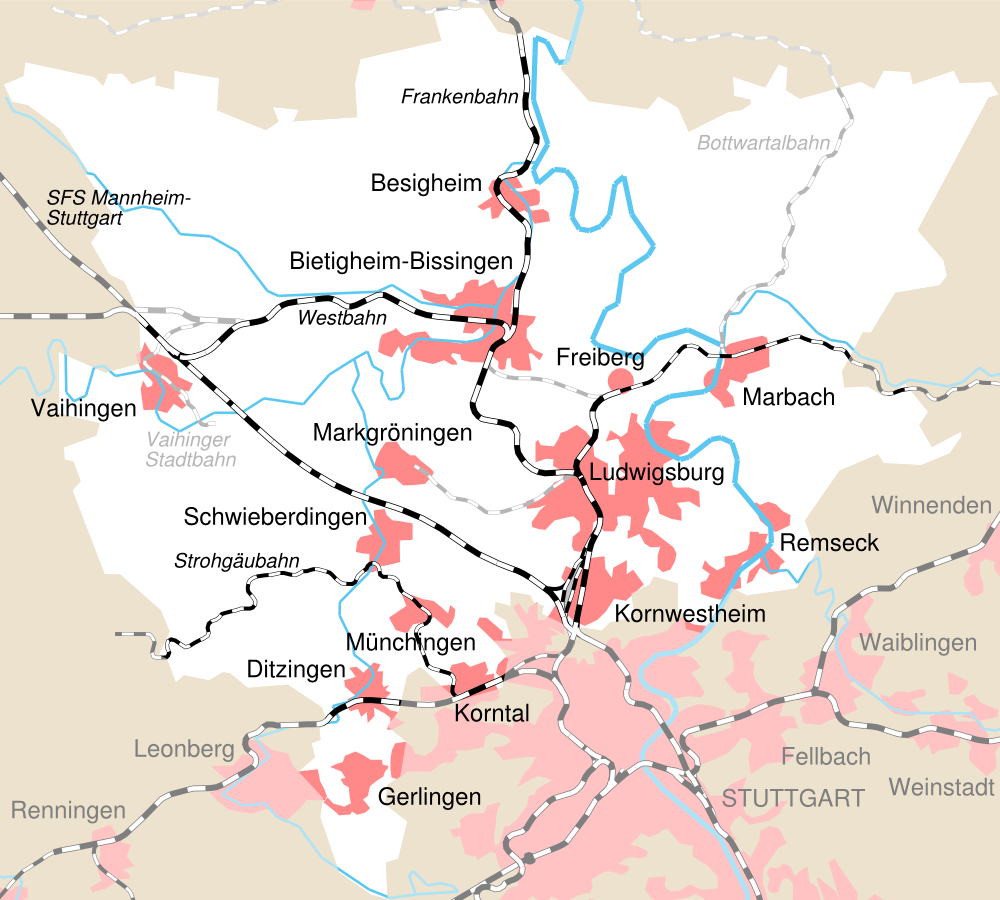
Schienennetz im Landkreis Ludwigsburg

Der Bahnhof Bietigheim-Bissingen (bis 1974: Bahnhof Bietigheim (Württ)) war bereits seit 1853 – also seit der Fertigstellung des Enz-Viaduktes – ein Eisenbahnknotenpunkt: Hier verzweigten sich die Westbahn Stuttgart–Bruchsal und die Frankenbahn Stuttgart–Würzburg (siehe Skizze rechts). Von 1878 bis 1945 hatte Bietigheim auch eine Verbindung nach Backnang, von der unter der südlichen Bahnhofseinfahrt noch Gleisreste als Ausziehgleis genutzt werden.
Bietigheim ist gleichzeitig Endpunkt der Linie S5 der Stuttgarter S-Bahn, die im Bahnhof Stuttgart Schwabstraße beginnt, sowie bis zum 8. Juni 2019 der Linie S5 der Karlsruher Stadtbahn, die im rheinland-pfälzischen Wörth am Rhein beginnt. Seit dem Fahrplanwechsel im Juni 2019 endete nach 20 Jahren der Stadtbahnbetrieb der Albtal-Verkehrs-Gesellschaft (AVG) ab Pforzheim nach Bietigheim-Bissingen.
Der 2003 neu geschaffene Haltepunkt Ellental liegt ebenfalls im Stadtgebiet.
Mit dem Nahverkehr sind die Städte Ludwigsburg, Stuttgart, Heilbronn, Pforzheim und Karlsruhe erreichbar.

#### Öffentlicher Personennahverkehr
Den öffentlichen Personennahverkehr (ÖPNV) bedienen darüber hinaus mehrere Buslinien, und zwar die Linie 551 nach Großsachsenheim bzw. Metterzimmern und Tammerfeld (IKEA) bzw. Bietigheim-Buch, die Linie 554 nach Bönnigheim und nach Untermberg bzw. Sachsenheim. Die Linien 556 und 561 erschließen weitere Stadtteile von Bietigheim-Bissingen; die Linie 563 verbindet den Stadtteil Kammgarnspinnerei mit dem Kronenzentrum. Die Linie 564 fährt zwischen Freiberg (Neckar) und dem Bietigheimer Krankenhaus. Diese Fahrten werden alle vom Busunternehmen Spillmann durchgeführt. Zudem gibt es noch Fahrten nach Hohenhaslach und Pleidelsheim/Murr. Alle Linien sind zu einheitlichen Preisen innerhalb des Verkehrsverbunds Stuttgart (VVS) zu benutzen. An Wochenenden und vor Feiertagen verkehrten bis Dezember 2012 die Nachtbuslinien N50 zwischen Stuttgart, Ludwigsburg und Bietigheim-Bissingen sowie die N57 zwischen Bietigheim-Bissingen und den nördlich der Stadt gelegenen Gemeinden innerhalb des Landkreises Ludwigsburg.

#### Radverkehr
Durch Alltagsrouten aus dem Radnetz Baden-Württemberg ist Bietigheim-Bissingen 
- mit Ludwigsburg,
- über Besigheim, Walheim, Kirchheim am Neckar und Lauffen am Neckar mit Heilbronn und
- an Sachsenheim vorbei mit Vaihingen an der Enz verbunden.

Durch Bietigheim-Bissingen führt der Stromberg-Murrtal-Radweg, der als Fernradweg von Karlsruhe nach Gaildorf führt und damit den Rheinradweg mit dem Kocher-Jagst-Radweg verbindet. Er verläuft dabei von Vaihingen nach Bietigheim und weiter über Großingersheim und Freiberg am Neckar nach Marbach am Neckar.
Bietigheim-Bissingen ist Mitglied der AGFK (Arbeitsgemeinschaft Fahrrad- und Fußverkehrsfreundlicher Kommunen) in Baden-Württemberg und hat die „Qualitätsstufe“ für eine fahrradfreundliche Kommune erreicht.

### Gewerbegebiete
Bietigheim-Bissingen verfügt über sechs Gewerbegebiete im Stadtgebiet: Büttenwiesen und Seewiesen im Osten der Stadt sowie Laiern I bis IV im Süden.

### Ansässige Unternehmen
- Die Dürr AG hat 2009 ihren Hauptsitz nach Bietigheim-Bissingen verlegt, beschäftigt dort etwa 2200 Mitarbeiter und ist somit der größte Arbeitgeber der Stadt. Hergestellt werden hauptsächlich Lackier- und Fertigungsanlagen für die Automobil- und Luftfahrtindustrie.
- Die Dürr Dental SE beschäftigt am Hauptsitz in Bietigheim-Bissingen etwa 390 Mitarbeiter in der Produktion von zahnmedizinischen Geräten.
- Die ElringKlinger Kunststofftechnik GmbH, Tochter der ElringKlinger AG, beschäftigt an ihrem Hauptsitz in Bietigheim-Bissingen ca. 580 Mitarbeiter und fertigt am Standort innovative Produkte aus Hochleistungskunststoffen.
- Die Firma Parker Hannifin GmbH & Co. KG (Packing Division Europe) beschäftigt in der Stadt etwa 450 Mitarbeiter in der Produktion von Dichtungen.
- Bei DLW Flooring sind etwa 370 Mitarbeiter in der Produktion von elastischen Bodenbelägen sowie Schwimmbadfolien beschäftigt.[51]
- Die Firma Umbreit, drittgrößter Buchgroßhändler (Barsortiment) Deutschlands, hat ihren Firmensitz in der Stadt.
- Die Olymp Bezner GmbH & Co KG, unter dem Markennamen Olymp bekannte Produzentin von Herrenhemden und Krawatten, hat ihren Hauptsitz in Bietigheim-Bissingen.
- Die Heinrich Dinkelacker GmbH, eine 1879 gegründete Schuhmanufaktur vertreibt hochwertige Schuhe, die in Budapest gefertigt werden.[52]
- Die Porsche Deutschland GmbH, Porsche Consulting GmbH, Porsche Financial Services GmbH, Porsche Lizenz- und Handelsgesellschaft mbH & Co. KG, Porsche Engineering Services GmbH haben ihren Sitz in Bietigheim-Bissingen.
- In der Stadt sind mehrere Zulieferer der Automobilindustrie ansässig:
  - Die französische Valeo (ehemals SWF) produziert Wischersysteme, Schalter und Sensoren für die Autoindustrie
  - Die G. Elbe & Sohn GmbH & Co. fertigt mit ca. 320 Mitarbeitern Gelenkwellen.
  - Die Alfred Heyd GmbH u. Co. KG fertigt mit ca. 350 Mitarbeitern Standardgelenke und Zubehör für LKWs, Busse, sonstige Nutz–und Sonderfahrzeuge sowie PKWs
  - Die Magna Car Top Systems GmbH entwickelt in Bietigheim-Bissingen Cabrioverdecke (z. B. Opel Astra TwinTop oder Mercedes SLK).
  - Die Robert Bosch Automotive Steering GmbH beschäftigt in ihrem Bietigheimer Werk ca. 450 Mitarbeiter.
- Zwei Unternehmen der Bessey-Gruppe sind ebenfalls vor Ort:
  - Die Bessey Tool GmbH & Co. KG produziert Produkte aus den Bereichen Spann- und Schneidtechnik.
  - Die Bessey Präzisionsstahl GmbH ist Hersteller von Blank- und Edelstählen.
- Die Kreissparkasse Ludwigsburg betreibt im Stadtgebiet sechs Filialen. Bietigheim-Bissingen ist Sitz einer Regionaldirektion mit zwölf Filialen,[53] eines Gewerbekunden-Centers, eines Immobiliencenters und eines Private-Banking-Teams.
- Möbel Hofmeister, ein Möbelhaus mit einer Verkaufsfläche von rund 50.000 m²[54]

Die G. Bee GmbH produziert Kugelhähne und Sicherheitsarmaturen, ist mittlerweile allerdings nach Freiberg am Neckar umgezogen.

### Weinbau
Bietigheim und Bissingen sind Weinbauorte, deren Lagen zur Großlage Schalkstein im Bereich Württembergisch Unterland des Weinbaugebietes Württemberg gehören.

### Medien
In Bietigheim-Bissingen erscheint als Tageszeitung die Bietigheimer Zeitung (mit den Lokalausgaben Sachsenheimer Zeitung und Bönnigheimer Zeitung). Der überregionale Teil (Mantel) wird von der Südwest Presse aus Ulm geliefert.

### Energie

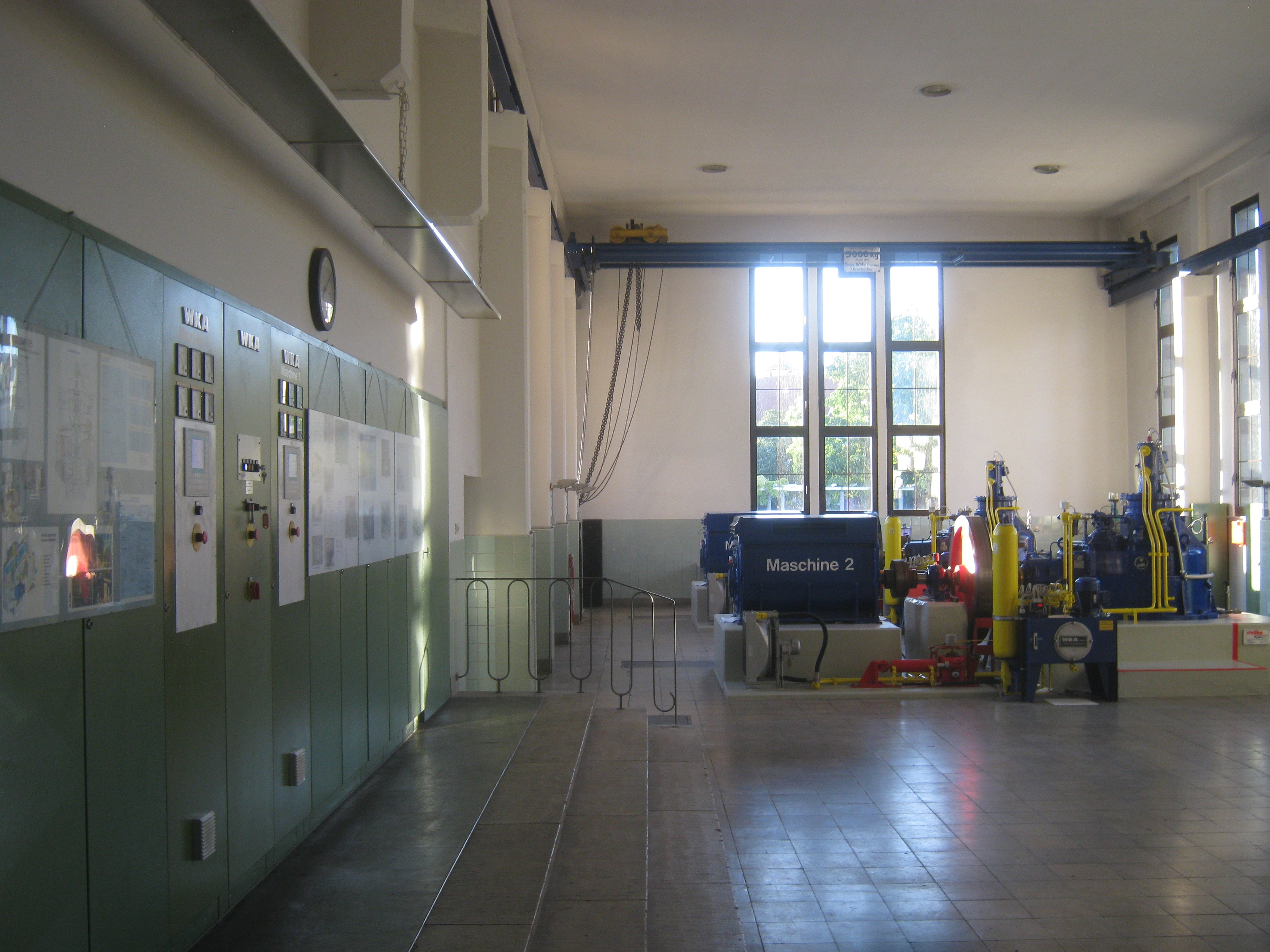
Maschinenhalle des Laufwasserkraftwerks Bietigheim

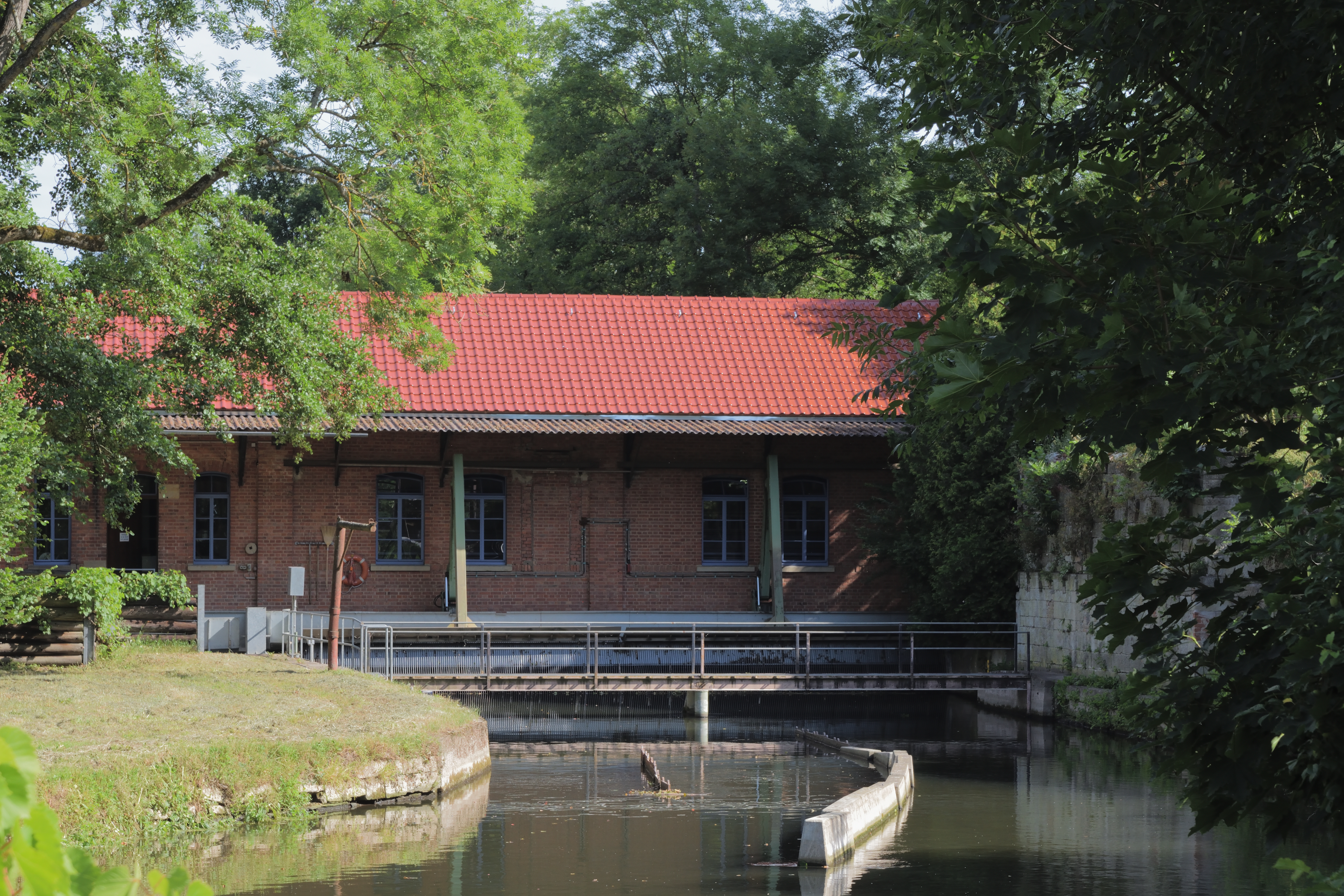
Wasserkraftanlage Sägemühle

Die Stadtwerke Bietigheim betreiben vier Laufwasserkraftwerke:
- An der Sägemühle oberhalb des Bissinger Ortskerns;
- an der Rommelmühle in Bissingen;
- im Bietigheimer Stadtzentrum;
- an der Kammgarnspinnerei unterhalb von Bietigheim.

Je nach Wasserführung beträgt die insgesamt erzeugte Strommenge fünf bis sechs Millionen Kilowattstunden pro Jahr.

### Trinkwasserversorgung und Abwasserentsorgung
Die Gewinnung, Aufbereitung und Verteilung des Trinkwassers wird von den Stadtwerken Bietigheim-Bissingen übernommen. Das Trinkwasser für Bietigheim-Bissingen ist zum größten Teil eine Mischung aus zwei Dritteln Oberflächenwasser der Bodensee-Wasserversorgung und einem Drittel Grundwasser aus zwei Tiefbrunnen im Stadtgebiet. Lediglich Teile von Buch erhalten ausschließlich Bodenseewasser.
Die Brunnen Grünwiesen und Au sind 38 bzw. 48 Meter tief. Die Mischung mit dem Bodenseewasser geschieht in zwei Hochbehältern: Der Behälter Fürstenstand (5.000 m³, ) im Bietigheimer Forst versorgt Bietigheim, der Behälter Reute (1.500 m³, ) am Rande des Rotenacker Waldes ist für Bissingen zuständig. Der überschüssige Einspeisedruck der Bodensee-Wasserversorgung wird durch eine Turbine mit 115 kW in elektrische Energie umgewandelt.
Im Jahr 2016 verbrauchte ein Einwohner Bietigheim-Bissingens durchschnittlich 121 Liter Trinkwasser am Tag, was leicht über dem baden-württembergischen Landesdurchschnitt von 119 Litern lag.
Die Gesamthärte des Wassers ist abhängig vom Ortsgebiet. In Bietigheim und Bissingen liegt sie mit 17,0 bzw. 16,2 °dH im Härtebereich „hart“. In Bietigheim-Buch herrscht mit 9,0 °dH der mittlere Härtebereich vor. Der Bruttoverbrauchspreis liegt bei 1,55 Euro je Kubikmeter.
Die Ableitung und Reinigung des anfallenden Abwassers fällt ebenfalls in den Zuständigkeitsbereich der Stadtwerke. 99,9 % der Stadtbewohner waren 2016 an die Kanalisation angeschlossen. Sie hat im Ortsgebiet eine Länge von 212 Kilometern (davon 177 Kilometer im Mischsystem).
Das Abwasser der Stadt wird im Klärwerk Nesselwörth  gereinigt. Außerdem erfolgt hier auch die Behandlung des Abwassers von Ingersheim, Pleidelsheim, Tamm, Sachsenheim, Sersheim und den Ortsteilen Gündelbach und Horrheim der Stadt Vaihingen an der Enz. Die Anlage wurde 1960 als mechanische Sammelkläranlage gebaut und 1977 um eine biologische Reinigungsstufe erweitert. Ein weiterer Ausbau fand zwischen 1993 und 1998 statt. Die Anlage hat heute eine Ausbaugröße von 124.000 Einwohnerwerten und behandelt jährlich etwa 10,5 Millionen Kubikmeter Abwasser im Belebtschlammverfahren. Das gereinigte Wasser wird in die Enz eingeleitet. Der anfallende Klärschlamm wird verfault, anschließend über Zentrifugen entwässert und verbrannt. Das bei der Faulung entstehende Klärgas wird zur Strom- und Wärmeerzeugung verwendet. So kann die Anlage 99 % ihres Energiebedarfs selbst decken.

### Öffentliche Einrichtungen
Bietigheim-Bissingen hat ein Finanzamt, zwei Notariate (Bietigheim und Bissingen) und ein Krankenhaus. Außerdem erfreuen sich die drei Bäder – das Bad am Viadukt (Hallenbad mit Sauna und Rutsche), das Hallenbad Bissingen und das Freibad Badepark Ellental – großer Beliebtheit. Das Freibad hat die größte Freirutsche Süddeutschlands (158 Meter lang und 14,5 Meter hoch).
Die Otto-Rombach-Bücherei mit einer Zweigstelle ist eine wichtige kulturelle Einrichtung mit einem Veranstaltungsprogramm für Kinder und Erwachsene.
Auch die Stadtgalerie ist über die Grenzen des Landkreises hinaus bekannt und geschätzt.
Bietigheim-Bissingen hat eine freiwillige Feuerwehr mit zwei Abteilungen, eine in Bietigheim und eine in Bissingen. Zur Feuerwehr gehört auch der Porsche Cayenne als Feuerwehrfahrzeug. Beide Abteilungen können auf eine Mannschaftsstärke von ca. 140 Mann und 19 Fahrzeugen, darunter 5 Löschfahrzeuge und eine Drehleiter, zurückgreifen. In der Abteilung Bissingen ist auch ein kleines Museum untergebracht, das Ausstellungsstücke vom Hydrophor über Hydrantenwagen bis zu einem voll funktionsfähigen und selbstrestaurierten Fahrzeug von 1943 zeigt.

### Bildung
Bietigheim-Bissingen verfügt über zwei allgemeinbildende Gymnasien (Gymnasien I und II im Ellental, de jure zwei Gymnasien, de facto nur ein Gymnasium), zwei Realschulen (Realschule im Aurain und Realschule Bissingen), eine Förderschule Im Buch, zwei Grund- und Hauptschulen mit Werkrealschule (Schule im Sand und Waldschule Bissingen) sowie vier reine Grundschulen (Grundschule Weimarer Weg, Hillerschule Bietigheim, Schillerschule Bissingen und Ludwig-Heyd-Schule).
Der Landkreis Ludwigsburg ist Träger der Gewerblichen und Kaufmännischen Schule Bietigheim-Bissingen im Berufsschulzentrum im Ellental (das auch die beiden beruflichen Gymnasien, das Technische Gymnasium und das Wirtschaftsgymnasium umfasst) sowie der Schule Gröninger Weg (Schule für Geistigbehinderte).

## Persönlichkeiten

### Ehrenbürger
Die Stadt Bietigheim-Bissingen bzw. die frühere Stadt Bietigheim hat folgenden Personen das Ehrenbürgerrecht verliehen:
- Karl Schumacher (1907), Fabrikant
- Paul von Hindenburg (1933), Reichspräsident
- Christian Schmidbleicher (1950), Bürgermeister von Bietigheim
- Otto Schaechterle (1953), DLW-Direktor
- Otto Rombach (1964), Schriftsteller
- Choei Ishibashi (1969), Vater der Städtepartnerschaft mit Kusatsu (Japan)
- Karl Mai (1975), Oberbürgermeister a. D.
- Jean-Marie Poirier (1999), Bürgermeister der Partnerstadt Sucy-en-Brie (Frankreich)
- Manfred List (2004), Oberbürgermeister a. D.

Anmerkung: Das 1933 an Adolf Hitler verliehene Ehrenbürgerrecht wurde am 16. Juni 1945 wieder aberkannt.

### Söhne und Töchter der Stadt
- Johann(es) Carion (1499–1537), Astrologe, Mathematiker und Historiker
- Sebastian Hornmold der Ältere (1500–1581), Bietigheimer Vogt und erster Kirchenratsdirektor in Württemberg
- Samuel Hornmold (1537–1601), Tübinger Professor, baden-badischer Kanzler, hohenlohischer Rat und Syndicus in Heilbronn
- Gottfried von Oettingen-Oettingen (1554–1622), Regent der Grafschaft Oettingen
- Jakob Andreas Weber (1741–1792), Chemiker
- Carl Christian von Seeger (1773–1858), Wasserbauingenieur
- Karl von Gärttner (1788–1861), württembergischer Finanzminister, Landtagsabgeordneter
- Karl Friedrich von Heyd (1788–1873), württembergischer Landtagsabgeordneter
- Ludwig August von Gärttner (1790–1870), württembergischer Politiker und Oberamtmann
- Ludwig Friedrich Heyd (1792–1842), Pfarrer und Autor
- Rosina Regina Ahles (1799–1854), Schauspielerin und Ehefrau von Albert Lortzing
- Carl Georg Gottlob Nittinger (1807–1874), deutscher Mediziner und Impfgegner
- Karl Bälz (1820–1881), württembergischer Landtagsabgeordneter
- Christian Schmidt (1844–1884), Unternehmer, Mitbegründer der Neckarsulmer Strickmaschinenfabrik AG, die später unter dem Namen NSU Werke AG bekannt wurde
- Erwin Bälz (1849–1913), Leibarzt der Kaiserlichen Familie Japans und Mitbegründer der modernen Medizin in Japan
- Gustav Schönleber (1851–1917), Kunstmaler und Professor
- Karl von Bälz (1860–1945), Jurist
- Adolf Neeff (1871–1942), Jurist und Schriftsteller
- Eugenie Willig (1879–1954), Politikerin (DDP/DVP/FDP)
- Walter Bärlin (1900–1975), NSDAP-Politiker
- Karl Hägele (1902–1949), Jurist und Politiker
- Otto Kohfink (1907–1994), Motorradrennfahrer
- Friedrich Rögelein (1910–1999), Offizier der Wehrmacht
- Elisabeth Goes (1911–2007), Pfarrersfrau und Gerechte unter den Völkern
- Kurt Hager (1912–1998), Mitglied des Politbüros der SED in der DDR
- Oskar Sailer (1913–1997), Landrat des Landkreises Ravensburg
- Leonhard Oesterle (1915–2009), Bildhauer, Zeichner und Kunstlehrer
- Hans Alfred Steger (1926–2009), Diplomat
- Gert Fröhlich (* 1940), Fußballspieler
- Günther Bentele (* 1941), Jugendbuchautor und Regionalhistoriker
- Bruno O. Braun (* 1942), Ingenieur und Manager, VDI-Präsident seit 2007
- Gebhard Fürst (* 1948), Bischof von Rottenburg-Stuttgart und Mitglied des Nationalen Ethikrates
- Gerhard Wagner (1950–2011), Schriftsteller
- Wolfgang Häberle (* 1951), Maler und Grafiker
- Thomas Knodel (* 1953), Kirchenmusiker
- Ralf Jaumann (* 1954), Planetenforscher
- Michael Jacobi (* 1960), Landtagsabgeordneter 1988 bis 1991
- Günter Thomas (* 1960), evangelisch-lutherischer Theologe
- Roland Bless (* 1961), Musiker und Schlagzeuger (Pur)
- Ingo Reidl (* 1961), Musiker und Komponist (Pur)
- Susanne Schuster (* 1963), Schwimmerin
- Christoph Gärtner (* 1964), Auktionator
- Stefan Hofmann (* 1964), klinischer Psychologe und Alexander von Humboldt-Professor
- Hans Martin Bury (* 1966), Politiker (SPD), MdB, Staatsminister (1999 bis 2005)
- Corinna Müller (* 1966), Kriminalbeamtin und Autorin
- Adelheid Ruck-Schröder (* 1966), evangelisch-lutherische Theologin, Regionalbischöfin für den Sprengel Hildesheim-Göttingen
- Mike S. (Chris-Maico Schmidt, * 1966), Techno-DJ und -Produzent
- Thomas Epp (* 1968), Fußballspieler und -trainer
- Dirk Bojer (* 1968), Liedermacher
- Joachim Bessing (* 1971), Schriftsteller und Journalist
- Florian Jäger (* 1971), Politiker (AfD)
- Matthias Ettrich (* 1972), Begründer von KDE
- Turhal Özdal (* 1972), Politiker (CDU)
- Frank Marten Pfeiffer (* 1973), Dokumentarfilmer, Filmemacher und Kameramann
- Stefan Löwl (* 1974), Landrat im Landkreis Dachau
- Alexander Wehrle (* 1975), Fußballfunktionär
- Harald Oeler (* 1977), Akkordeonspieler
- Jens Härter (* 1979), Fußballspieler
- Björn-Arne Alber (* 1981), Volleyballspieler und -trainer
- Namosh (Namosh E. Arslan, * 1981), Musiker und Sänger
- Andreas Schumacher-Rust (* 1981), Autor und Verleger
- Adrian Pfahl (* 1982), Handballspieler
- Timo Salzer (* 1984), Handballspieler
- Julian Schuster (* 1985), Fußballspieler
- Alexander Dierks (* 1987), Politiker (CDU)
- Sarna Röser (* 1987), Unternehmerin
- Robin Schuster (* 1987), Fußballspieler
- Marcel Neumann (* 1988), Eishockeyspieler
- Marie-Sophie Pollak (* 1988), Opern- und Konzertsängerin
- Shindy (Michael Schindler, * 1988), Rapper
- Maik Baier (* 1989), Radsportler
- Mario Hohn (* 1989), Fußballspieler
- Benedikt Röcker (* 1989), Fußballspieler
- Jasmin Sibel (* 1989), Youtuberin und Streamerin
- Isabella Benz (* 1990, Pseudonym, bürgerlich geb. Schuler), Schriftstellerin
- Tim Schüle (* 1990), Eishockeyspieler
- Marcel Schneider (* 1990), Golfspieler
- Alexander Gaida (* 1991), Synchronsprecher und Schauspieler
- Linda Mack (* 1991), Handballspielerin
- Bernd Leno (* 1992), Fußballspieler
- RIN (* 1994; bürgerlich Renato Simunovic), Rapper
- André Link (* 1994), Sportschütze
- Marco Rentschler (* 1994), Handballspieler
- Joti Polizoakis (* 1995), Eistänzer
- Luca Mack (* 2000), Fußballspieler
- Tim Rossmann (* 2003), Fußballspieler

### Weitere Persönlichkeiten
- Aberlin Jörg (um 1420–1493), Architekt und Baumeister; ließ die (alte) Enzbrücke erbauen
- Conrad Rotenburger (1579–1633), Kunstmaler und Feldmesser in Bietigheim, Illustrator der Biblischen Summarien, einer Bilderbibel (Bietigheim 1630, Nachdruck 2011)[66]
- Johann Jakob Heinlein (1588–1660), Theologe, Geistlicher und Mathematiker, von 1613 bis 1621 Diaconus in Bietigheim
- Johann Friedrich Hobbahn (1693–1767), war von 1733 bis 1737 Dekan in Bietigheim, verlor seine kirchlichen Ämter danach aufgrund seiner Nähe zu Herzog Karl Alexander und Süß Oppenheimer
- Hermann Römer (1880–1958), von 1912 bis 1918 Pfarrer in Bietigheim, Autor der 1956 erschienenen Stadtgeschichte
- Ottmar Mergenthaler (1854–1899), Uhrmacher (Lehrzeit in Bietigheim); wurde weltbekannt als Erfinder der Linotype-Setzmaschine
- Richard Hohly (1902–1995), Maler
- Fritz Melis (1913–1982), Bildhauer
- Claus Weyrosta (1925–2003), von 1967 bis 1996 Landtagsabgeordneter für den Wahlkreis
- Hermann Silcher (1936–2017), von 1973 bis 1974 Bürgermeister in Bissingen an der Enz
- Manfred Reiner (1937–2023), Fußballspieler
- Lothar Späth (1937–2016), ehemaliger baden-württembergischer Ministerpräsident; war seit 1965 Beigeordneter und Finanzreferent in Bietigheim und wurde 1967 zum Bürgermeister und damit Stellvertreter des Oberbürgermeisters Karl Mai gewählt
- Konrad Kujau (1938–2000), Maler, Aktionskünstler, Fälscher der Hitler-Tagebücher
- Wolfgang Gramer (* 1942), katholischer Theologe, Pfarrer, Musiker und Autor, hat seinen Wohnsitz in Metterzimmern
- Heidi Loibl (1942–2023), Komponistin, Texterin und deutsche volkstümliche Schlagersängerin
- Hans Georg Pflüger (1944–1999), Komponist und Organist, lebte bis zu seinem Tod 1999 in Bietigheim-Bissingen
- Peter Römpert (1944–2022), Bildhauer und Holzschneider, hatte sein Atelier in Bietigheim-Bissingen
- Wendelin Wiedeking (* 1952), ehem. Vorstandsvorsitzender der Porsche AG, hat seinen Wohnsitz in Bietigheim-Bissingen
- Rudi Buttas (* 1955), Mitglied der Pop-Gruppe Pur
- Roland Bless (* 1961), Ex-Mitglied der Pop-Gruppe Pur
- Hartmut Engler (* 1961), Mitglied der Pop-Gruppe Pur
- Ingo Reidl (* 1961), Mitglied der Pop-Gruppe Pur
- Dieter Kränzlein (* 1962), Bildhauer
- Heiko Maile (* 1966), Mitglied der Band Camouflage
- Marcus Meyn, Mitglied der Band Camouflage
- Oliver Kreyssig, Mitglied der Band Camouflage
- Gerhard Poschner (* 1969), Fußballspieler und -manager, wuchs in Bietigheim-Bissingen auf
- Anneta Politi (* 1977), TV- und Radio-Moderatorin (SWR 3)
- Laas Unltd. (* 1981), Rapper
- Bausa (* 1989; bürgerlich Julian Otto), Rapper